# 하누만
하누만 (/ˈhʌnʊˌmɑːn/; 산스크리트어: हनुमान्, IAST: Hanumān), 마루티, 바즈랑가발리, 안자네야는 힌두교의 신으로, 신성한 바나라이자 라마 신의 헌신적인 동료로 숭배된다. 라마야나의 중심 인물인 하누만은 라마에 대한 변함없는 헌신으로 찬양받으며 치란지비로 여겨진다. 그는 전통적으로 바람의 신 바유의 영적인 자손으로 믿어지며, 바유는 그의 탄생에 중요한 역할을 했다고 한다. 시바파 전통에서는 시바의 화신으로 여겨지는 반면, 대부분의 비슈누파 전통에서는 바유의 아들이자 화신으로 간주된다. 그의 이야기는 라마야나뿐만 아니라 마하바라타와 다양한 푸라나에도 전해진다. 하누만에 대한 헌신적인 수행은 이 경전들이나 초기 고고학적 증거에서는 두드러지지 않았다. 그의 신학적 중요성과 헌신적인 추종자들의 형성은 라마야나가 쓰인 지 약 1천 년 후인 서기 2천 년경에 나타났다.
바크티 운동의 인물들, 예를 들어 사마르트 람다스는 하누만을 민족주의와 억압에 대한 저항의 상징으로 묘사했다. 비슈누파 전통에 따르면, 현자 마드바차리야는 바유가 지상에서 비슈누의 화신을 돕는다고 주장했는데, 이는 라마를 돕는 하누만의 역할과 비슷하다. 최근에는 도상학과 사원 숭배를 통한 하누만 숭배가 크게 증가했다. 그는 "힘, 영웅적인 주도성, 단호한 탁월함"과 그의 주인 라마에 대한 "사랑스럽고 감정적인 헌신"이 융합된 것을 상징하며, 샤크티와 바크티를 모두 구현한다. 후대 문헌에서는 때때로 그를 무술, 명상, 학문적 추구의 수호신으로 묘사하기도 했다. 그는 외적인 바나라의 모습에도 불구하고 자제력, 믿음, 대의에 대한 헌신의 모범으로 숭배된다. 전통적으로 하누만은 순결의 미덕을 구현하는 평생의 독신자로 칭송된다. 하누만의 능력은 바유의 혈통에서 비롯되며, 이는 물리적 요소와 우주적 요소 모두와의 연관성을 상징한다.

## 이름과 어원

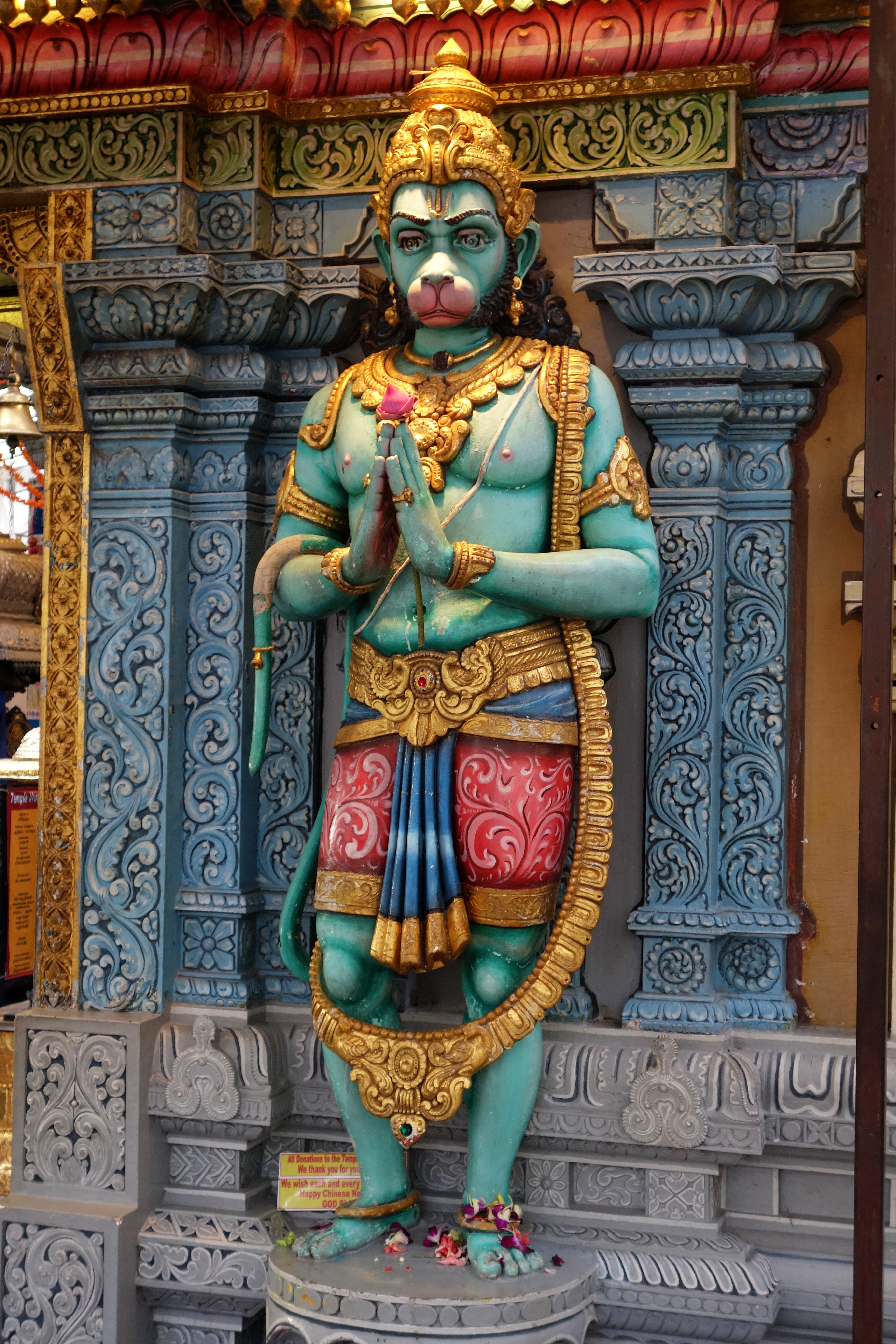
나마스테 (안잘리 무드라) 자세의 하누만

"하누만"이라는 단어의 의미나 기원은 불분명하다. 힌두교의 신들의 만신전에서는 신들이 보통 많은 동의어를 가지는데, 각각은 고귀한 특성, 속성 또는 신이 이룬 업적을 상기시키는 것에 기반한다. "하누만"의 한 가지 해석은 "변형된 턱을 가진 자"이다. 이 해석은 어린 하누만이 태양을 과일로 착각하고 영웅적으로 태양에 도달하려다 신들의 왕 인드라에 의해 턱에 부상을 입는 푸라나의 전설에 의해 지지된다.
하누만은 힌두교의 바크티-샤크티 숭배 전통에서 가장 소중한 두 가지 특성인 "영웅적이고 강하고 단호한 탁월함"과 "개인적인 신에 대한 사랑스럽고 감성적인 헌신"을 결합한다.
"하누만"의 언어적 변형으로는 하누마트, 아누만 (타밀어), 하누만타 (칸나다어), 하누만투두 (텔루구어)가 있다. 다른 이름들은 다음과 같다.
- 안자네야,[20] 안자니푸트라 (칸나다어), 안자네야르 (타밀어), 안자네야두 (텔루구어), 안자니스투타는 모두 "안자나의 아들"을 의미한다.
- 케사리 난다나 또는 케사리스투타는 그의 아버지를 바탕으로 하며, "케사리의 아들"을 의미한다.
- 바유푸트라 / 파반푸트라: 바유 데바 - 바람의 신의 아들[21]
- 바즈랑 발리 / 바즈랑 발리, "바즈라 (다이아몬드)처럼 단단하거나 강인한 사지 (앙가)를 가진 강한 자 (발리)"; 이 이름은 북인도 시골에서 널리 사용된다.[19]
- 산카타 모차나, "위험, 고난, 장애물 (산카타)을 제거하는 자"[19]
- 마루티, "마루타의 아들" (바유 데바의 다른 이름)[22]
- 카피슈와라, "원숭이의 주인"
- 라마 두타, "라마의 사자 (두타)"
- 마하카야, "거대한"
- 비라, 마하비라, "가장 용감한"
- 마하발라 / 마하발리, "가장 강한 자"
- 바나르쿨라틴 톤다이만, "바나라 부족의 후손" (타밀어)
- 판차바크트라, "다섯 얼굴의"
- 무키아 프라나 데바루, "태초의 생명 부여자" (마드와스와 같은 드바이타 추종자들 사이에서 더 두드러진다)

## 역사적 발전

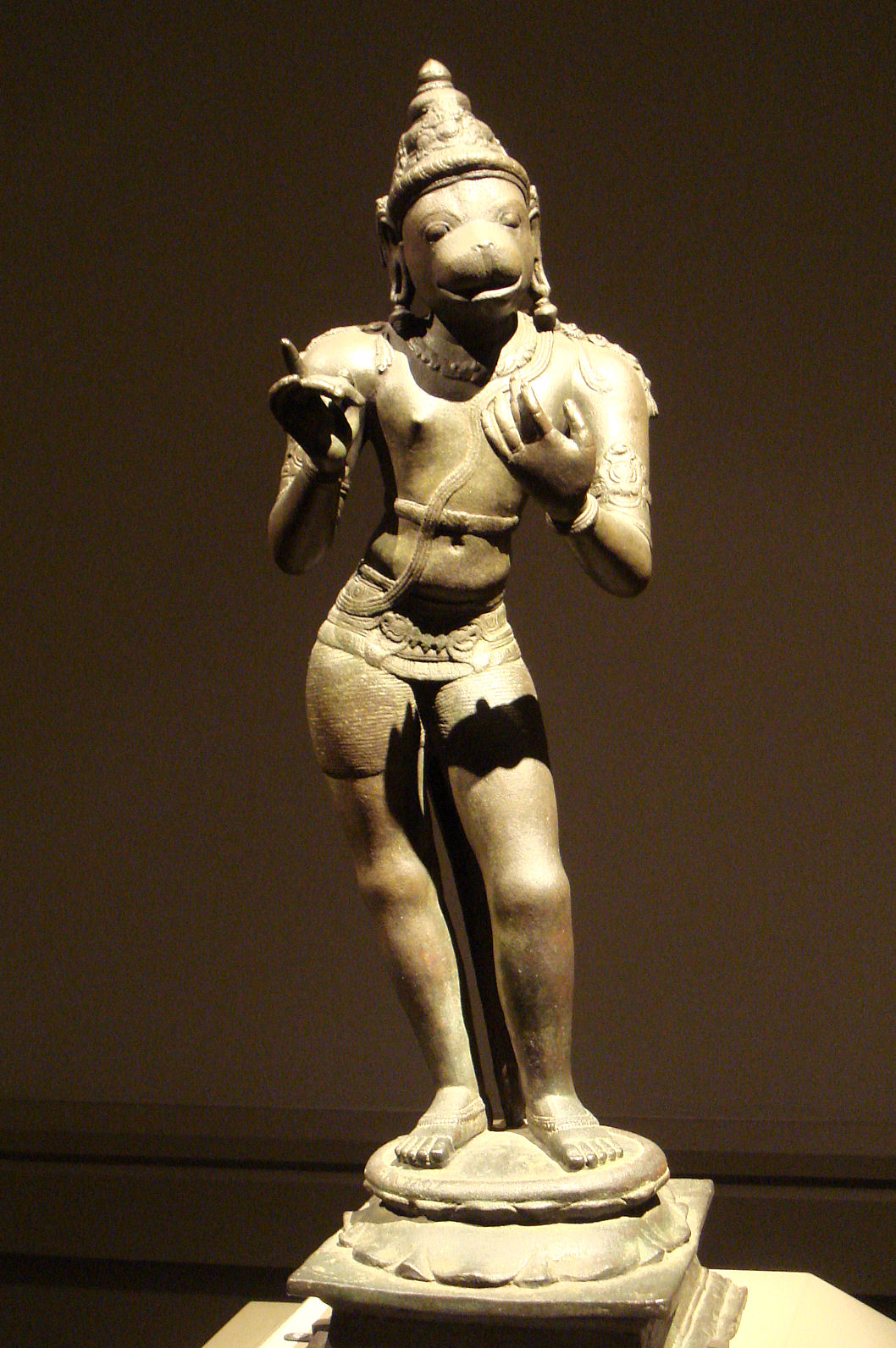
촐라 왕조, 11세기, 타밀나두주, 인도의 서 있는 하누만

### 베다 시대
신의 원숭이에 대한 가장 오래된 언급은 기원전 1500년에서 1200년 사이로 추정되는 리그베다의 10.86번 찬송가에 있다. 이 찬송가의 23개 구절은 비유적이고 수수께끼 같은 전설이다. 이 찬송가는 신 인드라, 그의 아내 인드라니, 그리고 브리사카피(Vrisakapi)와 그의 아내 카피(Kapi)라고 불리는 활기찬 원숭이 사이의 대화로 제시된다.

### 서사시와 푸라나
시타의 회의론
바나라남 나라남 차

카타마시트 사마가마

Translation:

어떻게 사람과 원숭이 사이에

관계가 있을 수 있단 말인가?
하누만은 힌두 서사시인 라마야나와 마하바라타 모두에 언급된다.
하누만은 푸라나에 언급된다. 시바 푸라나는 하누만을 시바의 아바타라로 언급한다. 다른 모든 푸라나와 경전들은 그를 바유의 영적인 아들, 바유의 화신, 또는 때로는 루드라 (바유의 또 다른 이름)의 아바타라로 언급한다. 일반적으로 하누만은 비슈누파 전통에서는 시바와 관련이 없지만, 시바파 전통에서는 시바의 아바타라 또는 아들로 알려져 있다.
남인도에서 발견되는 다른 문헌들은 하누만을 시바와 비슈누의 결합체로 제시하거나, 아이야파의 기원과 연관시킨다. 17세기 오리야어 작품인 디나크리슈나다사(Dinakrishnadasa)의 라사비노다(Rasavinoda)는 세 신 – 브라흐마, 비슈누, 시바 –가 합쳐져 하누만의 형태를 취했다고 언급한다.

### 후기 중세 및 근대 시대

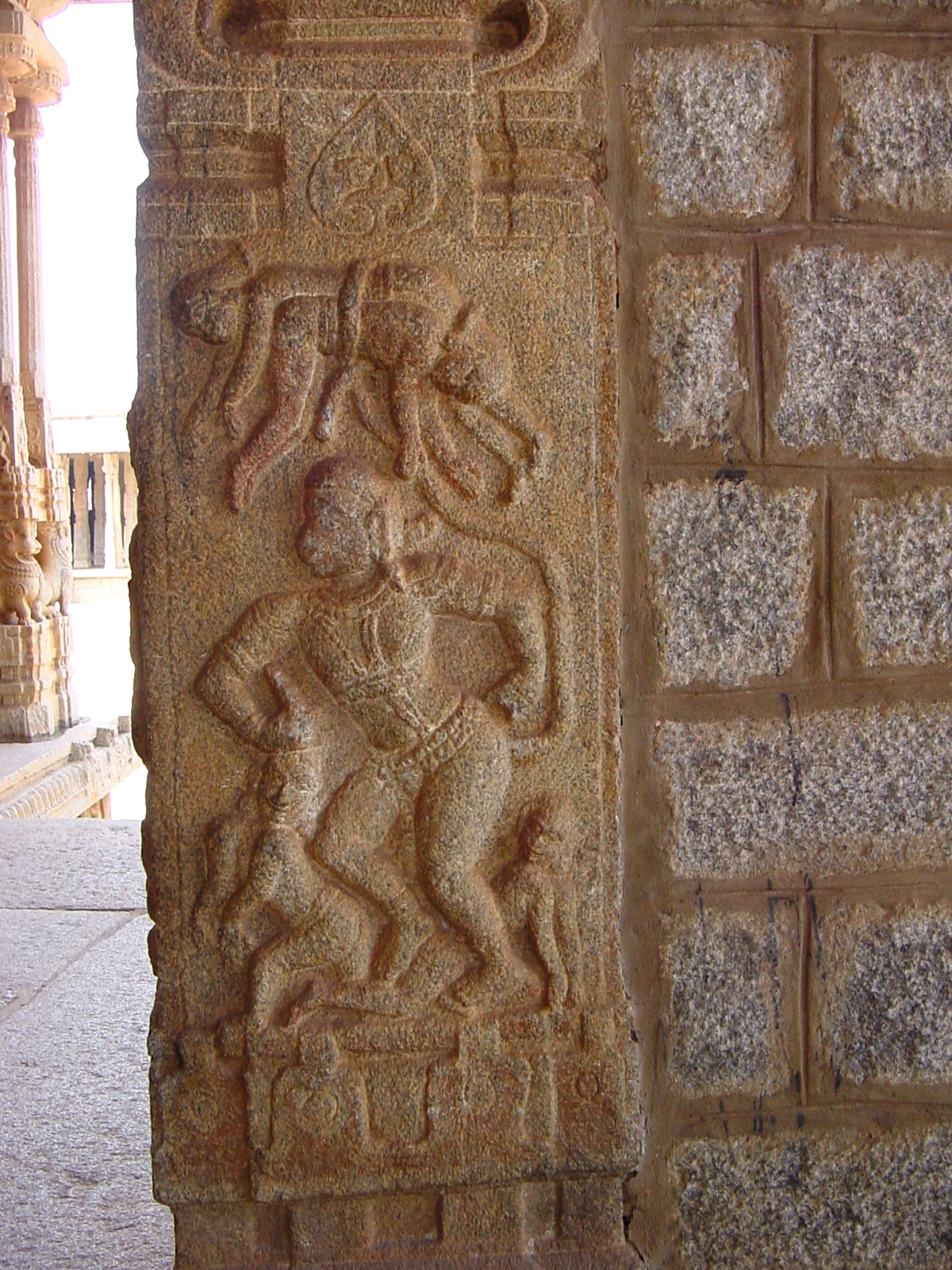
수많은 14세기 이후의 하누만 조각상들이 힌두 비자야나가라 제국의 폐허에서 발견된다.

기원전 3세기 이전 또는 그 무렵에 작성된 것으로 추정되는 발미키의 라마야나에서, 하누만은 라마의 원숭이 조수이자 메신저로서 중요하고 창의적인 인물이다. 그러나 그의 위상이 더 중심적인 역할로 발전하고 모범적인 영적 헌신자로서의 지배력이 커진 것은 후기 중세 시대, 특히 툴시다스의 인기 있는 민간어 텍스트 람차리트마나스 (서기 약 1575년)와 함께이다. 패트릭 피블스(Patrick Peebles)를 비롯한 학자들에 따르면, 인도 아대륙의 종교적 혼란과 이슬람 통치 기간 동안, 바크티 운동과 헌신주의 지향 바크티 요가는 16세기에 힌두 문화의 주요 흐름으로 부상했으며, 람차리트마나스는 라마를 비슈누의 아바타라, 최고 존재, 헌신할 가치가 있는 개인적인 신으로 제시하고, 하누만을 전설적인 용기, 힘, 능력을 가진 이상적인 사랑스러운 헌신자로 제시했다.
이 시대에 하누만은 샤크티와 바크티의 이상적인 결합체로 발전하고 부상했다. 17세기 이후의 이야기와 민속 전통은 하누만을 신성한 존재, 신들의 후손, 시바의 아바타라로 재구성하고 제시하기 시작했다. 그는 종교적으로 박해받는 자들의 옹호자로서 저항을 표현하고, 요기로서, 무술가와 전사들에게 영감을 주고, 털이 적고 점점 더 인간적인 인물로서 소중한 미덕과 내면의 가치를 상징하며, 그 자체로 헌신할 가치가 있는 인물로 부상했다. 하누만의 종교적 위상, 문화적 역할, 그리고 도상학의 이러한 진화는 식민지 시대를 거쳐 탈식민지 시대까지 계속되었다.

## 전설

### 탄생
힌두교 전설에 따르면, 하누만은 어머니 안자나와 아버지 케사리 사이에서 태어났다. 하누만은 그의 탄생에 바유 신의 역할과 관련된 전설 때문에 바람의 신 바유의 아들이라고도 불린다. 그는 또한 시바 (파괴의 신)의 화신이라고도 한다. 에크나트(Eknath)의 바바르타 라마야나(Bhavartha Ramayana, 16세기 CE)에 언급된 한 이야기는 안자나가 바유를 숭배하고 있을 때, 아요디아의 다샤라타 왕도 자녀를 갖기 위해 푸트라카메시티 야즈나 의식을 수행하고 있었다고 말한다. 그 결과, 그는 세 아내와 나누어 먹을 신성한 푸딩 (파야삼)을 받았고, 이는 라마, 락슈마나, 바라타, 샤트루그나의 탄생으로 이어졌다. 신의 명령에 따라 솔개가 그 푸딩의 조각을 낚아채어 안자나가 숭배하고 있던 숲 위를 날면서 떨어뜨렸다. 바유는 떨어지는 푸딩을 안자나의 내민 손에 전달했고, 안자나는 그것을 먹었고, 이는 하누만의 탄생으로 이어졌다.
마하르시 베다 비야사(Maharshi Veda Vyasa)는 티루말라의 안자나드리 언덕이 하누만의 출생지라고 주장했다. 마하라슈트라의 나시크구에 있는 안자네리와 함께 카르나타카주 코팔 지구 강가바티 탈루크에 있는 안제네리 안자나드리 (함피 근처)는 키시킨다의 위치라고 주장되는 여러 장소 중 하나이다.

### 어린 시절

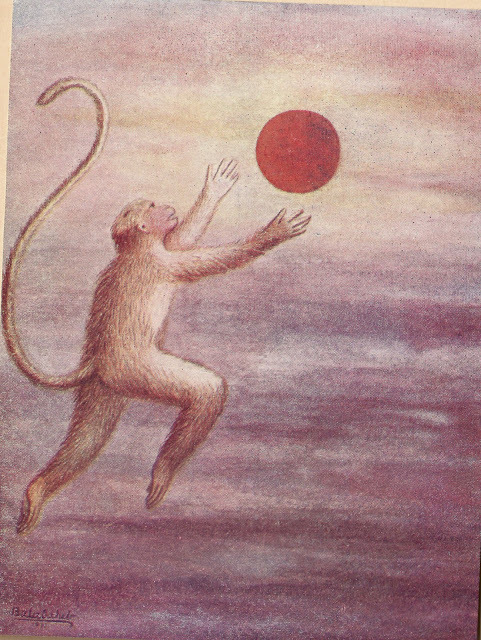
어린 하누만이 BSP 프라티니디가 그린 과일로 착각하고 태양을 향해 손을 뻗는 모습

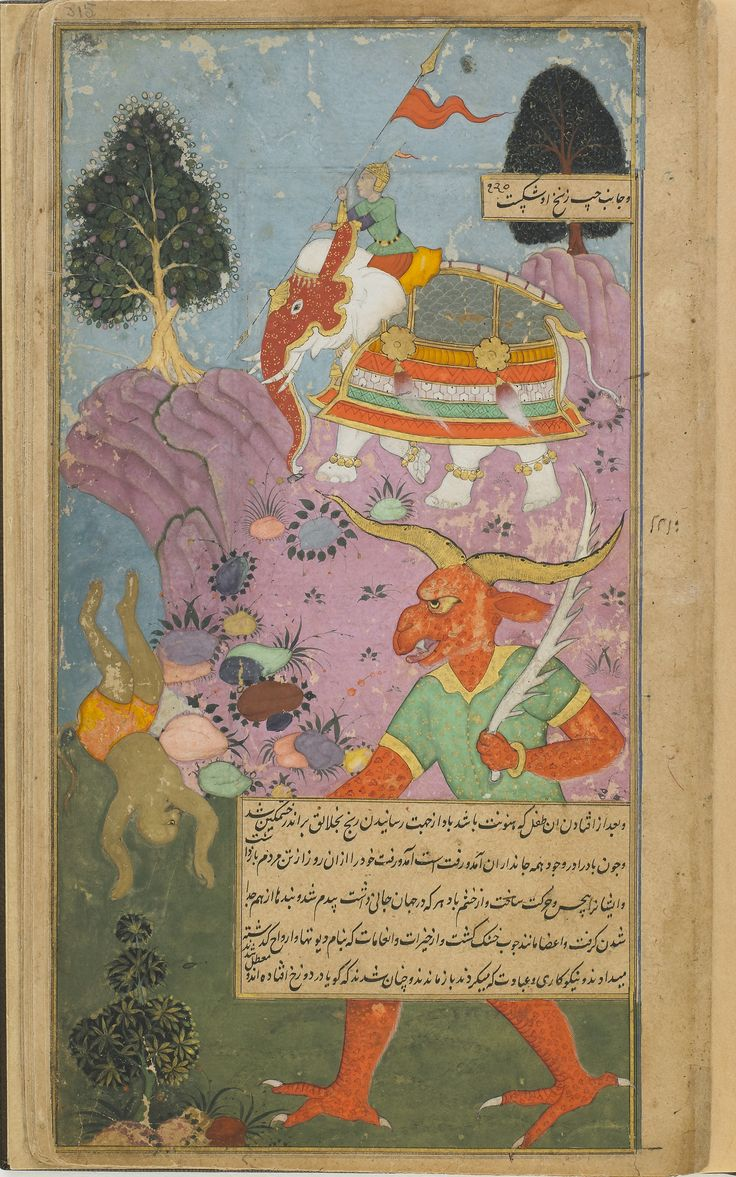
인드라가 조숙한 하누만을 쓰러뜨려 천상의 질서를 유지한다

발미키의 라마야나에 따르면, 하누만은 어린 시절 어느 날 아침 배가 고파 태양을 보았다. 그것을 잘 익은 과일로 착각하고 먹으려 뛰어올랐다. 힌두 전설의 한 버전에 따르면, 신들의 왕 인드라가 개입하여 하누만을 번개로 쳤다. 그것은 하누만의 턱을 강타했고, 그는 턱이 부러진 채 땅에 떨어져 죽었다. 하누만의 아버지 바유는 화가 나서 지구의 모든 공기를 거두어들였다. 공기 부족은 모든 생명체에게 엄청난 고통을 초래했다. 이는 시바가 개입하여 하누만을 소생시키도록 했고, 이는 다시 바유가 생명체에게 공기를 돌려주도록 촉발했다. 실수가 인드라 신에 의해 일어났으므로, 그는 하누만에게 그의 몸이 인드라의 바즈라만큼 강하고, 그의 바즈라도 그에게 해를 끼칠 수 없다는 소원을 들어주었다. 인드라와 함께 다른 신들도 그에게 소원을 들어주었다. 아그니 신은 하누만에게 불이 그에게 해를 끼치지 않을 것이라는 소원을 들어주었다. 바루나 신은 하누만에게 물이 그에게 해를 끼치지 않을 것이라는 소원을 들어주었다. 바유 신은 하누만에게 그가 바람처럼 빠를 것이고 바람이 그에게 해를 끼치지 않을 것이라는 소원을 들어주었다. 브라흐마는 또한 하누만에게 그가 막힐 수 없는 어떤 곳으로든 이동할 수 있다는 소원을 들어주었다. 따라서 이 소원들은 하누만을 불멸자로 만들며, 그는 독특한 힘과 강인함을 가지고 있다.
그의 어린 시절 전설의 또 다른 힌두 버전에서, 이는 더 오래된 것으로 보이며 8세기 드후르타키아나(Dhurtakhyana)와 같은 자이나교 경전에도 나온다. 하누만이 태양에 뛰어드는 것이 치명적이라는 것이 입증되었고 그는 태양의 열로 인해 재가 된다. 그의 재는 땅과 바다에 떨어진다. 그런 다음 신들은 땅에서 그의 재와 뼈를 모으고, 물고기들의 도움을 받아 그를 재조립한다. 그들은 그의 턱뼈 조각 하나를 제외하고 모든 것을 찾는다. 그의 어머니 쪽 증조할아버지는 수리야에게 아이를 살려달라고 요청한다. 수리야는 그를 다시 살려주지만, 하누만은 턱이 변형된 채 남게 된다. 하누만은 어린 시절을 키시킨다에서 보냈다고 한다.
이 사건 이후 얼마 지나지 않아, 하누만은 순진한 방관자들에게 자신의 초자연적인 힘을 장난으로 사용하기 시작했다. 그러다 어느 날 그는 명상하는 현자에게 장난을 쳤다. 분노한 현자는 하누만의 힘 대부분을 잊어버리도록 저주를 내렸다. 이 저주는 그가 성인이 되어 자신의 힘을 상기할 때까지 지속되었다.

### 성인

#### 라마야나
라마와 그의 동생 락슈마나가 라마의 납치된 아내 시타를 찾아 키시킨다에 도착하자, 새 왕이자 라마의 새로운 동맹인 원숭이 왕 수그리바는 라마의 실종된 아내를 찾기 위해 사방으로 정찰병을 보내기로 동의한다. 남쪽으로 수그리바는 하누만과 다른 몇몇, 그리고 위대한 곰 잠바반을 보낸다. 이 일행은 인도 최남단까지 여행하여 랑카 섬 (오늘날의 스리랑카라고 한다)이 지평선에 보이는 바다를 만난다. 이 일행은 섬을 조사하고 싶지만, 아무도 그렇게 멀리 헤엄치거나 점프할 수 없다 (이 서사시의 인물들 사이에서 그런 초자연적인 힘이 흔한 일이었다). 그러나 잠바반은 이전 사건을 통해 하누만이 그런 위업을 쉽게 할 수 있었다는 것을 알고 그의 저주를 풀어준다.

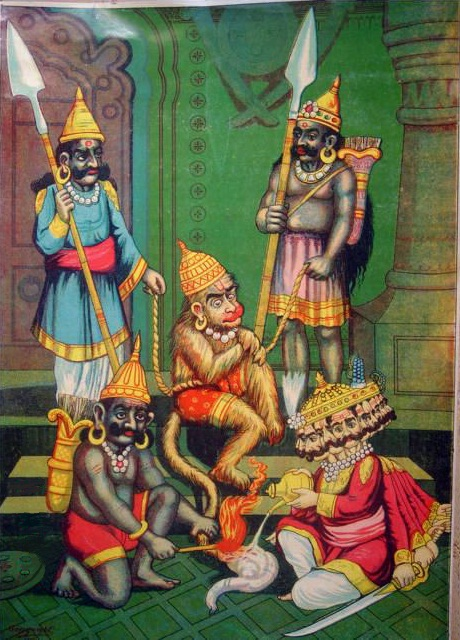
라바나가 하누만의 꼬리를 태운다.

저주가 풀리자 하누만은 이제 그의 역동적인 신성한 힘을 모두 기억한다. 그는 산만한 크기로 변하여 좁은 해협을 건너 랑카로 날아갔다고 한다. 착륙하자마자 그는 랑카의 왕 라바나와 그의 악마 추종자들이 사는 도시를 발견하고, 개미 크기로 줄어들어 도시에 몰래 잠입한다. 도시를 수색한 후, 그는 악마 전사들에게 지키고 있는 숲에서 시타를 발견한다. 모두 잠들었을 때, 그는 시타를 만나 자신이 어떻게 그녀를 찾게 되었는지 이야기한다. 그녀는 라바나가 자신을 납치했으며 곧 결혼하도록 강요하고 있다고 밝힌다. 그는 그녀를 구출하겠다고 제안하지만 시타는 남편이 직접 해야 한다며 거절한다.
다음 일어나는 일은 이야기에 따라 다르지만, 흔한 이야기는 시타를 방문한 후 그가 숲을 파괴하기 시작하여 그가 붙잡히게 된다는 것이다. 어떤 이야기든 그는 결국 라바나의 궁정에서 붙잡히고, 라바나는 하누만이 라마가 시타를 되찾으러 올 것이라고 말할 때 비웃는다. 라바나는 자신의 종들에게 하누만의 꼬리에 불을 붙여 그의 안전을 위협한 것에 대한 고문으로 삼으라고 명령한다. 그러나 종들이 기름에 젖은 천을 불에 붙일 때마다 그는 꼬리를 더 길게 늘려 더 많은 천을 추가해야 한다. 라바나가 참을 만큼 참았을 때, 그는 불을 붙이라고 명령한다. 그러나 그의 꼬리에 불이 붙자, 그는 꼬리를 다시 줄이고 초인적인 힘으로 족쇄를 풀고 도망친다. 그는 창문 밖으로 뛰어내려 지붕에서 지붕으로 뛰어다니며 건물들을 불태워 도시의 많은 부분을 불태웠다. 이 승리를 본 하누만은 인도로 돌아간다.
그가 돌아오자, 그는 자신의 정찰대에게 무슨 일이 일어났는지 이야기하고, 그들은 라마가 소식을 기다리고 있던 키시킨다로 서둘러 돌아갔다. 시타가 안전하고 자신을 기다리고 있다는 소식을 듣고, 라마는 수그리바 군대의 지원을 받아 랑카로 진격했다. 그리하여 전설적인 랑카 전투가 시작된다.
긴 전투 내내 하누만은 군대의 장군으로서 역할을 했다. 치열한 전투 중 한 번은 라마의 형제인 락슈마나가 치명상을 입었고, 히말라야 산의 약초 없이는 죽을 것이라고 생각되었다. 하누만만이 그렇게 빨리 여정을 할 수 있었기 때문에 산으로 보내졌다.

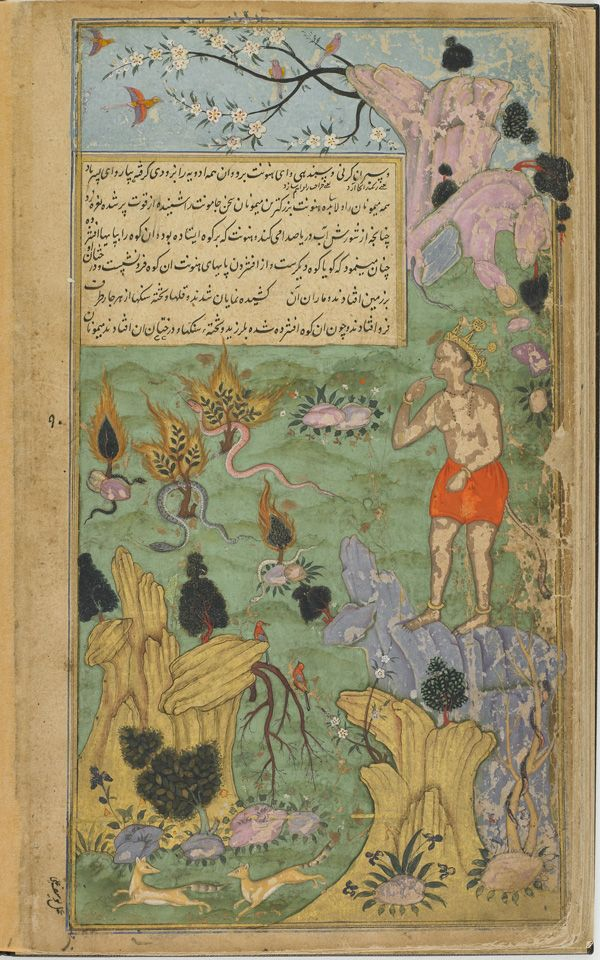
하누만과 약초

도착하자마자 그는 산비탈에 많은 약초가 있다는 것을 발견했고, 잘못된 약초를 가져가고 싶지 않았다. 그래서 대신 그는 산만한 크기로 자라서 산을 땅에서 뽑아내어 전투장인 랑카까지 날아갔다. 이 산의 일부는 떨어져서 오늘날의 "푸란다르와 바즈라가드 요새"가 떨어진 조각으로 여겨진다.
결국, 라마는 비슈누 신의 화신으로서 자신의 신성한 힘을 드러내어 라바나와 나머지 악마 군대를 살해했다. 마침내 라마는 왕으로서 자신의 자리로 돌아가기 위해 아요디아의 고향으로 돌아왔다. 전투에서 자신을 도운 모든 이들에게 선물을 준 후, 라마는 하누만에게 자신의 선물을 주었으나, 하누만은 그것을 던져버렸다. 많은 궁정 관리들이 당황하여 이 행동에 분노했다. 하누만은 라마를 기억하기 위해 선물이 필요하기보다는, 그가 항상 자신의 마음에 있을 것이라고 대답했다. 여전히 화가 난 일부 궁정 관리들은 그에게 증거를 요구했고, 하누만은 자신의 가슴을 찢어 라마와 시타의 이미지가 심장에 있음을 보여주었다.
이제 진정한 헌신자로 입증된 라마는 그를 치유하고 불멸을 축복했지만, 하누만은 이를 거부하고 오직 라마의 발치에서 그를 숭배할 장소만을 요청했다. 감동받은 라마는 어쨌든 그에게 불멸을 축복했다. 셰샤 나가처럼 하누만은 칼파 (우주의 파괴) 이후에도 살아남을 것이다.

#### 마하바라타

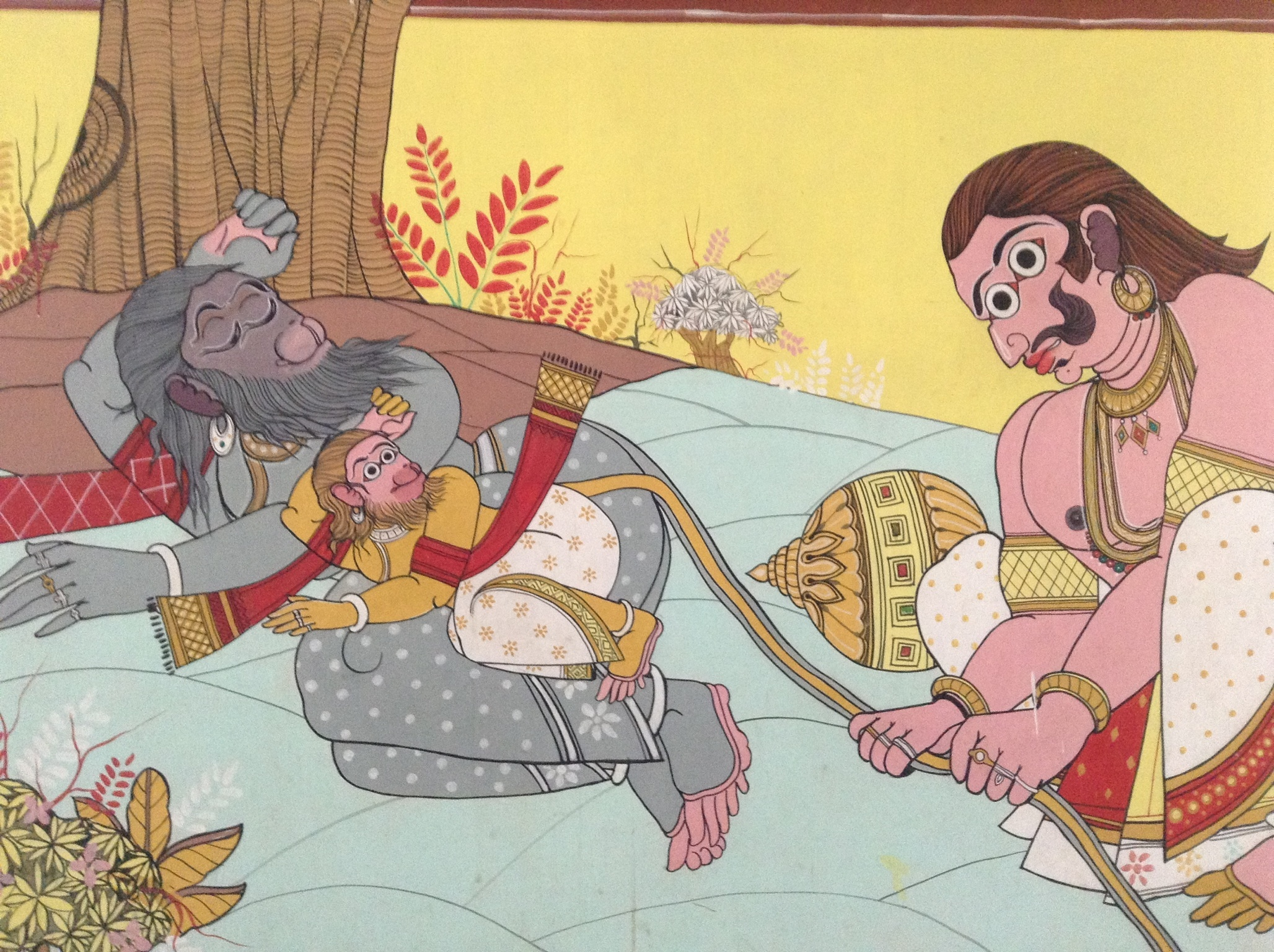
비마가 하누만의 꼬리를 들어 올리려고 한다.

라마야나 사건 수 세기 후, 마하바라타 사건 동안, 하누만은 이제 숲에서 삶을 살고 있는 거의 잊혀진 반신이다. 얼마 후, 바유 신을 통해 그의 영적 형제인 비마가 그의 아내 드라우파디를 위한 꽃을 찾기 위해 지나간다. 하누만은 이를 감지하고 그에게 교훈을 주기로 결정한다. 비마는 그의 초인적인 힘을 자랑하는 것으로 알려져 있었기 때문이다 (이 시점에는 초자연적인 힘이 라마야나 때보다 훨씬 드물었지만 힌두 서사시에서는 여전히 볼 수 있었다). 비마는 허약한 늙은 원숭이의 모습으로 땅에 누워있는 하누만을 만났다. 그는 하누만에게 움직여달라고 요청했지만, 그는 움직이지 않았다. 이 시기에는 개인을 넘어서는 것이 극도로 무례한 것으로 간주되었기 때문에, 하누만은 꼬리를 들어 통로를 만들라고 제안했다. 비마는 흔쾌히 받아들였지만, 꼬리를 전혀 들어 올릴 수 없었다.
비마는 겸손해지며 그 허약한 원숭이가 어떤 신과 같은 존재임을 깨달았고, 자신을 드러내달라고 요청했다. 하누만은 비마의 놀라움에 자신을 드러냈고, 형제들은 포옹했다. 하누만은 비마가 곧 끔찍한 전쟁에 참여하게 될 것이라고 예언하며, 아르주나 형제의 전차 깃발 위에 앉아 비마를 위한 전투 함성을 질러 적들의 마음을 약하게 만들겠다고 약속했다. 만족한 하누만은 동생을 찾아 나섰다.

## 속성

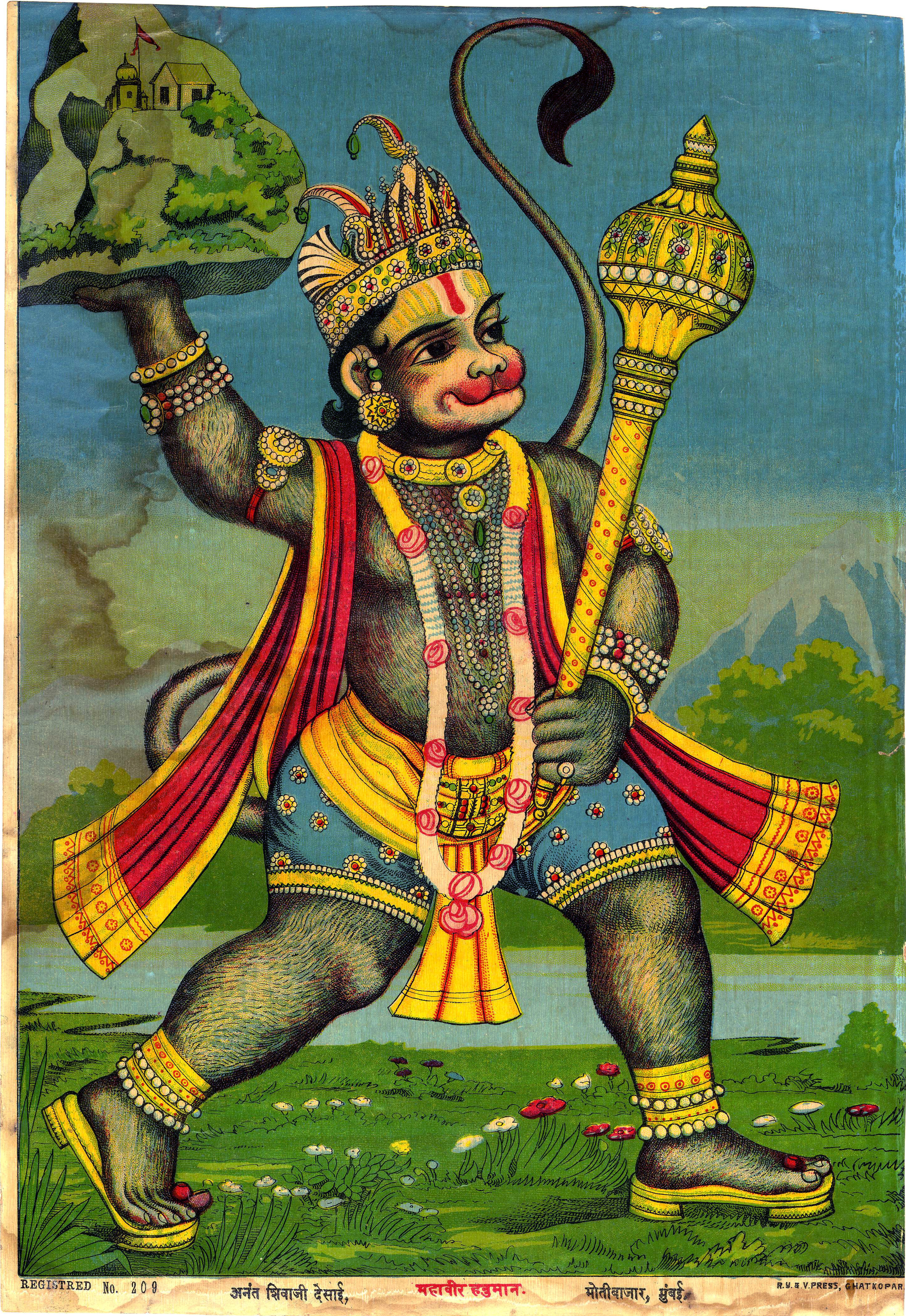
하누만이 1910년대 라비 바르마 프레스의 인쇄물에서 약초가 있는 산을 가져온다

하누만은 다음과 같은 많은 속성을 가지고 있다.
- 치란지비 (불멸): 라마야나와 라마 카타의 여러 버전은 라마와 락슈마나가 죽기 직전, 하누만이 불멸의 축복을 받는다고 말한다. 라마의 이야기가 계속되고 신들이 항상 이야기를 낭송하는 한, 그는 영원히 인류의 일부가 될 것이다. 따라서 그는 영원히 살 것이다.[52]
- 브라마차리 (자제심): 물질 세계의 모든 물질적인 것들로부터 욕망을 통제하는 자.[53]
- 쿠루프와 순다르: 힌두 경전에서는 그가 겉으로는 쿠루프(추하게) 생겼지만, 안으로는 신성하게 순다르(아름다운)하다고 묘사한다.[48] 하누만 찰리사는 그를 녹인 금색 (칸차나 바라나 비라자 수베사)의 피부를 가진 미남으로 묘사한다.[54]
- 카마-루핀: 그는 마음대로 변신할 수 있으며, 가장 작은 것보다 작아지고 가장 큰 적보다 커질 수 있다.[55] 그는 이 속성을 사용하여 몸을 줄여 랑카에 들어가고, 랑카에 갇힌 납치된 시타를 찾는다. 나중에 그는 시타에게 자신의 진정한 힘을 보여주기 위해 산만한 크기로 변하고 빛을 발한다.[56]
- 힘: 하누만은 비정상적으로 강하며, 어떤 목적을 위해서든 어떤 짐이든 들어 올리고 운반할 수 있다. 그는 비라, 마하비라, 마하발라 등 그의 이 속성을 나타내는 여러 이름으로 불린다. 라마와 라바나 사이의 서사시 전쟁 중, 라마의 동생 락슈마나는 부상을 입는다. 그는 히말라야의 특정 산에서 발견되는 약초 없이는 치유되지 않고 죽음을 피할 수 없다. 하누만은 뛰어올라 산을 찾는다. 라마야나에 따르면, 하누만은 그곳에서 산에 많은 약초가 가득하다는 것을 발견한다. 그는 어떤 약초를 가져가야 할지 모른다. 그래서 그는 히말라야 산 전체를 들어 올리고 인도를 가로질러 랑카까지 운반하여 락슈마나를 위해 가져간다. 그의 엄청난 힘은 락슈마나가 부상에서 회복하는 데 도움이 된다.[57] 이 전설은 그가 손바닥에 산을 들고 날아가는 모습으로 묘사되는 도상학의 인기 있는 근거이다.[58]
- 혁신성: 하누만은 끊임없이 매우 어려운 역경에 직면하며, 적이나 상황이 그의 임무를 확실한 패배와 그의 존재 자체로 위협할 때에도 혁신적인 방법으로 역경을 극복하는 인물로 묘사된다. 예를 들어, 시타를 찾고 라마의 메시지를 전달하며, 자신이 정말 라마의 진정한 사자임을 설득한 후, 그는 감시병들에게 발각된다. 그들은 하누만을 체포하고 라바나의 명령에 따라 공개 처형장으로 끌고 간다. 그곳에서 라바나의 병사들은 그의 꼬리에 기름 먹인 천을 묶고 불을 붙여 고문을 시작한다. 그러자 하누만은 궁전 지붕에서 지붕으로 뛰어다니며 모든 건물을 불태운다.[59]
- 바크티: 하누만은 라마와 시타의 모범적인 헌신자 (박타)로 제시된다. 바가바타 푸라나, 박타 말라, 아난다 라마야나, 라마차리트마나스 같은 힌두 경전들은 그를 재능 있고, 강하며, 용감하고, 라마에게 영적으로 헌신적인 사람으로 묘사한다.[60] 라마야나와 라마차리트마나스와 같은 라마 이야기는 힌두 달마의 이상적이고 도덕적이며 자비로운 남성 (라마)과 여성 (시타)의 개념을 제시하여 하누만에게 부여된 속성들의 맥락을 제공한다.[61][62]
- 박식한 요기: 툴시다스와 같은 후기 중세 문헌들에서 하누만의 속성에는 힌두교의 베단타 철학, 베다, 시인, 박식가, 문법학자, 탁월한 가수 및 음악가 등이 포함된다.[60][14]
- 장애물 제거자: 헌신적인 문헌에서 하누만은 어려움을 제거하는 자이다.[60]
- 질병, 고통, 슬픔의 치유자: 그는 헌신자들의 모든 종류의 질병, 고통, 슬픔을 치유한다.
- 악마, 악, 부정적인 에너지의 살해자: 하누만은 유령, 악령, 악의적인 인간과 같은 부정적인 영향력을 제거하기 위해 숭배된다.[63] 하누만의 다음 이름들은 이러한 자질들을 일부 설명한다: 락쇼비드완사카라카, 악샤한트레, 다샤그리바쿨란타카, 랑키니반자나, 심히카프라나 반자나, 마하라바나마르다나, 칼라네미 프라마타나.
- 스리 람과 그 자신을 헌신하는 자들의 보호자이자 구원자: 라마의 궁전 문을 지키는 문지기이자 보호자이며, 헌신자들의 보호자이자 구원자.
- 다섯 얼굴을 가진 (판차무카) - 맹렬한 형태를 취할 때: 동쪽을 향한 하누만 얼굴 (안자네야)은 마음의 순수함과 성공을 준다. 남쪽을 향한 인간-사자 얼굴 나라심하는 서쪽을 향한 가루다 얼굴, 북쪽을 향한 멧돼지 얼굴 바라하 그리고 하늘을 향한 말 얼굴 (하야그리바)이다.[64]

## 경전

### 힌두교

#### 라마야나

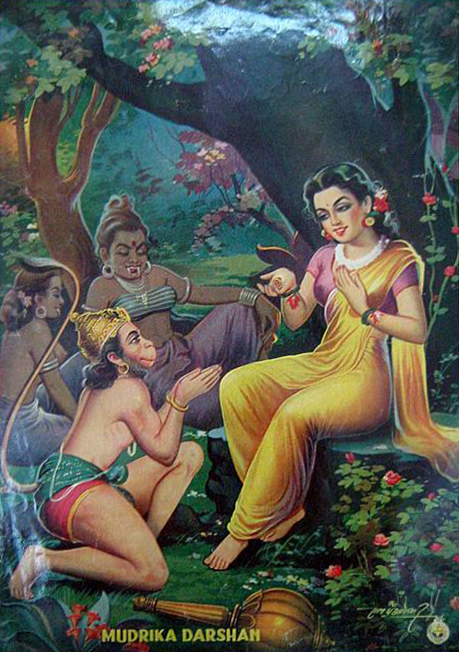
하누만이 아쇼카 숲에서 시타를 찾아 라마의 반지를 보여준다.

라마야나의 다섯 번째 책인 순다라 칸다는 하누만에 초점을 맞춘다. 하누만은 라마가 14년간 유배 생활을 하던 마지막 해에, 악마 왕 라바나가 시타를 납치한 후 라마를 만난다. 라마는 그의 형제 락슈마나와 함께 아내 시타를 찾고 있다. 이 이야기와 관련 라마 전설은 하누만에 대한 가장 광범위한 이야기이다.
인도에는 수많은 라마야나 판본이 존재한다. 이 판본들은 하누만, 라마, 시타, 락샤마나, 라바나의 다양한 전설을 제시하며, 경우에 따라서는 인물과 그 묘사가 상당히 다르다.

#### 마하바라타

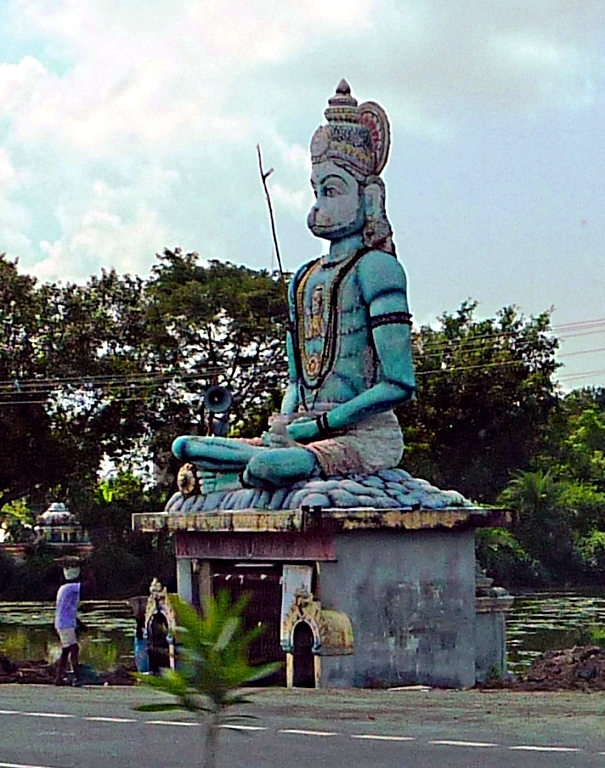
첸나이 남쪽 도로변 하누만 사당, 타밀나두주.

마하바라타는 하누만에 대한 짧은 언급이 있는 또 다른 주요 서사시이다. 마하바라타의 3권, 바나 파르바에서 그는 비마의 이복형제로 제시되며, 비마가 카일라사 산으로 가는 길에 우연히 그를 만난다. 비범한 힘을 가진 비마는 하누만의 꼬리를 움직일 수 없었고, 이는 그가 하누만의 힘을 깨닫고 인정하게 한다. 이 이야기는 하누만의 고대 연대기를 증명한다. 또한 비자야나가라 유적과 같은 예술 작품과 부조의 일부이다.

### 기타 문헌
라마야나와 마하바라타 외에도 하누만은 여러 다른 문헌에 언급된다. 이 이야기들 중 일부는 이전 서사시에 언급된 그의 모험을 추가하거나, 그의 삶에 대한 다른 이야기를 들려준다. 스칸다 푸라나는 라메스와람에서 하누만을 언급한다.
시바 푸라나의 남인도 버전에 따르면, 하누만은 시바와 모히니 (비슈누의 여성 아바타라)의 아들로 묘사되거나, 또는 남인도 일부 지역에서 인기 있는 아이야파 신의 기원과 관련되거나 합쳐졌다.
묵티카 우파니샤드에서 하누만은 라마와 목샤 주제에 대해 대화한다.

#### 하누만 찰리사
16세기 인도 시인 툴시다스는 하누만에게 헌정된 헌신적인 노래인 하누만 찰리사를 썼다. 그는 하누만과 직접 만났던 환상을 보았다고 주장했다. 이러한 만남을 바탕으로 그는 라마야나의 아와디어 버전인 람차리트마나스를 썼다.

#### 데비 또는 샤크티와의 관계
하누만과 칼리 여신 간의 관계는 크리티바시 라마야나에 언급되어 있다. 그들의 만남은 이 라마야나의 유다 칸다에 있는 마히라바나 전설에서 일어난다. 마히라바나는 파탈라 (지하 세계)의 왕이자 라바나의 믿음직한 친구/형제로 언급된다. 그의 아들 인드라지타가 죽은 후, 라바나는 라마와 락슈마나를 죽이기 위해 마히라바나의 도움을 청했다. 어느 날 밤, 마히라바나는 자신의 마야를 사용하여 비비샤나의 모습으로 라마의 진영에 들어갔다. 그는 바나라 군대에 니드라 만트라 (수면 주문)를 걸고 라마와 락슈마나를 납치하여 라바나의 제안에 따라 데비에게 희생시키기 위해 파탈라로 데려갔다. 하누만은 비비샤나로부터 파탈라로 가는 길을 배웠고 그의 주인들을 구하기 위해 서둘렀다. 그의 여정에서 그는 하누만의 아들이라고 주장하는 마카르드와자를 만났다. 하누만은 그를 물리치고 묶은 다음 궁전 안으로 들어갔다. 그는 찬드라세나를 만났는데, 그녀는 희생과 마히라바나를 죽이는 방법에 대해 이야기했다. 하누만은 벌 크기로 몸을 줄여 칼리의 거대한 조상을 만났다. 여신은 기도를 받은 후 하누만이 형제들을 구하는 것을 돕기로 동의했고, 그녀는 아래로 미끄러져 내려가고 하누만이 그녀의 자리를 차지할 수 있도록 허락했다. 마히라바나가 형제들에게 절하라고 요청했을 때, 그들은 행위를 수행하는 방법을 모른다고 주장하며 거절했다. 마히라바나가 시연하기로 결정했을 때, 하누만은 판차무카 (다섯 얼굴) 형태로 변하여 (가루다, 나라심하, 바라하, 하야그리바의 추가 머리를 나타내며), 방에 있는 다섯 개의 기름 램프를 다섯 방위로 끄면서 불었다. 그는 마히라바나의 머리를 잘라 그를 죽였다. 그는 라마와 락슈마나를 어깨에 메고 그들의 진영으로 돌아갔으며, 그 전에 마카르드와자를 풀어주고 파탈라의 왕으로 즉위시켰다. 아히라반 이야기는 동방 라마야나에 나타난다. 크리티바시가 쓴 벵골어 버전의 라마야나에서 마히라보네르팔라라는 구절에서 찾을 수 있다. 칼리가 하누만에게 만족하여 그를 자신의 드바라팔라 (문지기)로 축복했다고 믿어진다.

### 불교
하누만은 티베트 불교 (중국 남서부)와 호탄 (중국 서부, 중앙아시아 및 이란 북부) 버전의 라마야나에 등장한다. 호탄 버전은 자타카 이야기와 같은 주제를 가지고 있지만, 하누만의 줄거리에서 힌두교 텍스트와 일반적으로 유사하다. 티베트 버전은 더 장식적이며, 자타카를 참조하려는 시도가 없다. 또한 티베트 버전에서는 하누만이 라마와 시타 사이에 연애 편지를 전달하는 등 새로운 요소가 나타나는데, 이는 라마가 결혼 반지를 시타에게 메시지로 보낸 힌두 버전과는 다르다. 더욱이 티베트 버전에서 라마는 하누만이 그에게 편지를 더 자주 보내지 않는다고 꾸짖는데, 이는 원숭이 사신이자 전사가 읽고 쓸 수 있는 학식 있는 존재임을 암시한다.

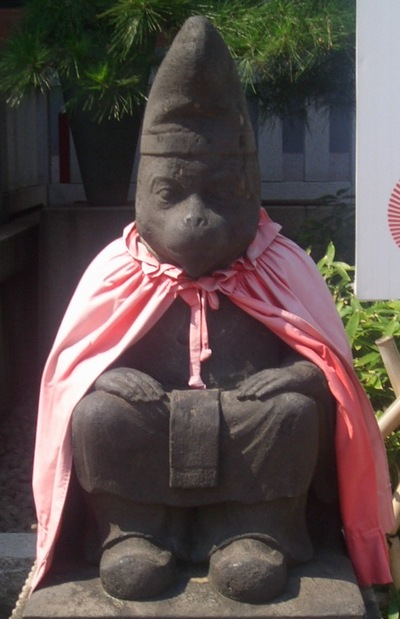
일본에서는 히에 신사의 사루가미와 같은 사원을 지키는 신성한 원숭이 (사루타 히코)의 이콘.

스리랑카 버전의 라마야나에서는 라바나를 제목으로 하여 인도 이야기보다 덜 멜로드라마적이다. 하누만의 용기와 혁신적인 능력을 이야기하는 많은 전설이 싱할라어 버전에 나온다. 인물들이 관련된 이야기들은 불교적 주제를 가지고 있으며, 힌두 다르마에 따른 내재된 윤리 및 가치 구조가 부족하다. 헤라 워커(Hera Walker)에 따르면, 일부 싱할라 공동체는 하누만의 어머니에게 기도함으로써 하누만의 도움을 구한다. 아서 코테럴(Arthur Cotterall)에 따르면, 중국 불교 경전에는 부처가 하누만을 만난 이야기와 하누만의 위대한 승리에 대한 신화가 언급되어 있다. 로잘린드 레페버(Rosalind Lefeber)에 따르면, 하누만이 동아시아 불교 경전에 등장하는 것은 6세기 경 라마야나가 중국어와 티베트어로 번역된 것에서 비롯될 수 있다.
중국과 일본 모두 인도와 마찬가지로 인간과 동물 사이에 급진적인 구분이 없으며, 모든 생명체와 자연이 인간과 관련되어 있다고 가정한다. 서양 전통과 달리 인간이 동물이나 자연보다 우월하다는 exaltation은 없다. 신성한 원숭이는 중국과 일본의 역사 문학 및 문화의 일부였으며, 아마도 2천 년 이상 불교 승려와 인도로의 순례를 통한 밀접한 문화적 접촉의 영향을 받았을 것이다. 예를 들어, 일본의 케이란슈요슈(Keiranshuyoshu)는 신성한 원숭이에 대한 신화를 제시하면서 히에 신사의 수동성 신토 상징인 원숭이가 인도에서 중국으로, 그리고 중국에서 일본으로 산을 옮기는 것을 묘사한다. 이 이야기는 라마야나의 한 구절에 기반하고 있으며, 부상당한 영웅이 하누만에게 히말라야에서 특정 약초를 가져오라고 요청하는 내용이다. 하누만은 그 약초를 알지 못하여 영웅이 선택할 수 있도록 산 전체를 가져온다. 그 무렵 랑카의 학식 있는 의사가 치료법을 발견했고, 하누만은 산을 원래 있던 곳으로 되돌려 놓는다.
8세기에서 14세기로 거슬러 올라가는 많은 일본의 신토 신사와 마을 경계에는 원숭이 신이 인간과 신(카미) 사이의 수호자 또는 중재자로 등장한다.
자타카 이야기에는 하누만과 유사한 이야기가 포함되어 있다. 예를 들어, 부처는 마하카피 자타카에서 이전 생애 중 하나에서 원숭이 왕으로 묘사되는데, 이 이야기에서 그는 자비로운 원숭이로서 고통받고 학대받지만, 길을 잃고 위험에 처한 인간을 돕는 데 있어 다르마를 계속 따른다.
여러 학자들은 하누만이 중국 서사시 서유기의 중심 인물인 손오공의 개념에 영향을 미쳤을 수 있다고 주장했다.

### 자이나교
비말라수리(Vimalasuri)가 쓴 라마야나의 자이나교 버전인 파우마차리야(Paumacariya, 파우마 차리우 또는 파드마차리트라고도 함)는 하누만을 신성한 원숭이가 아니라 비디야다라 (자이나교 우주론의 초자연적인 존재, 반신)로 언급한다. 그는 파방가티(바람 신)와 안자나 순다리(Anjana Sundari)의 아들이다. 안자나는 시댁에서 쫓겨난 후 숲 동굴에서 하누만을 낳는다. 그녀의 외삼촌이 그녀를 숲에서 구한다. 그의 비마나에 오르던 중, 안자나는 실수로 아기를 바위에 떨어뜨린다. 그러나 아기는 다치지 않고 바위만 부서진다. 아기는 하누루하에서 자라 "하누만"이라는 이름을 얻는다.
힌두교 경전과는 큰 차이가 있다. 자이나교 경전에서 하누만은 초자연적인 존재이며, 라마는 아무도 죽이지 않는 경건한 자이나교도이고, 라바나를 죽이는 것은 락샤마나이다. 하누만은 라마를 만나고 라바나에 의한 시타의 납치에 대해 알게 된 후 라마의 지지자가 된다. 그는 라마를 대신하여 랑카로 가지만 라바나가 시타를 포기하도록 설득하지 못한다. 결국, 그는 라바나와의 전쟁에서 라마와 합류하여 여러 영웅적인 업적을 수행한다.
후대의 자이나교 경전인 군아바드라(Gunabhadra)의 우타라푸라나 (9세기 CE)와 안자나-파바난자야(Anjana-Pavananjaya) (12세기 CE)는 같은 이야기를 들려준다.
자이나교 라마야나 이야기의 여러 버전에는 하누만과 라마(자이나교에서는 파우마라고 불림)의 관계를 설명하는 구절이 있다. 이 버전들에서 하누만은 결국 모든 사회생활을 포기하고 자이나교 고행자가 된다.

### 시크교
시크교에서는 힌두교 신 라마를 스리 람 찬다르(Sri Ram Chandar)라고 부르며, 싯다로서의 하누만 이야기가 큰 영향을 미쳤다. 1699년 무술 시크교 칼사 운동이 시작된 후, 18세기와 19세기 동안 하누만은 칼사의 영감과 숭배의 대상이었다. 일부 칼사 연대는 하누만 상을 전장으로 가져갔다. 히르다 람 발라(Hirda Ram Bhalla)가 지은 하누만 나타크(Hanuman Natak)와 카비 칸칸(Kavi Kankan)의 다스 구르 카타(Das Gur Katha)와 같은 시크교 경전은 하누만의 영웅적인 업적을 묘사한다. 루이스 페넥(Louis Fenech)에 따르면, 시크교 전통에서는 구루 고빈드 싱이 하누만 나타크 경전을 즐겨 읽었다고 한다.
식민지 시대에는 오늘날 파키스탄에 해당하는 시크교 신학교에서 시크교 교사들을 바하이(bhai)라고 불렀으며, 그들은 하누만 나타크, 람차리트마나스를 포함한 하누만 이야기 및 기타 경전들을 공부해야 했다. 이 모든 자료는 구르무키 문자로 제공되었다.
경전의 저명한 작가인 카비르는 하누만이 신의 완전한 영광을 알지 못한다고 명시적으로 말한다. 이 진술은 신이 무한하고 끊임없이 확장되는 존재라는 맥락에서 나온 것이다. 따라서 아난타는 신의 이름이다. 산스크리트어로 안타는 "끝"을 의미한다. 접두사 -안이 붙어 아난타(Ananta, "끝이 없는" 또는 "무한한"을 의미)라는 단어를 만든다.
हनूमान सरि गरुड़ समानਾਂ
Hanūmān sar garuṛ samānāŉ.
하누만, 가루다와 같은 존재들,
सुरपति नरपति नही गुन जानां
Surpaṯ narpaṯ nahī gun jānāŉ.

신들의 왕 인드라와 인간의 통치자들 – 그들 중 누구도 주님의 영광을 알지 못한다.— 스리 구루 그란트 사히브 691쪽

### 동남아시아 문서

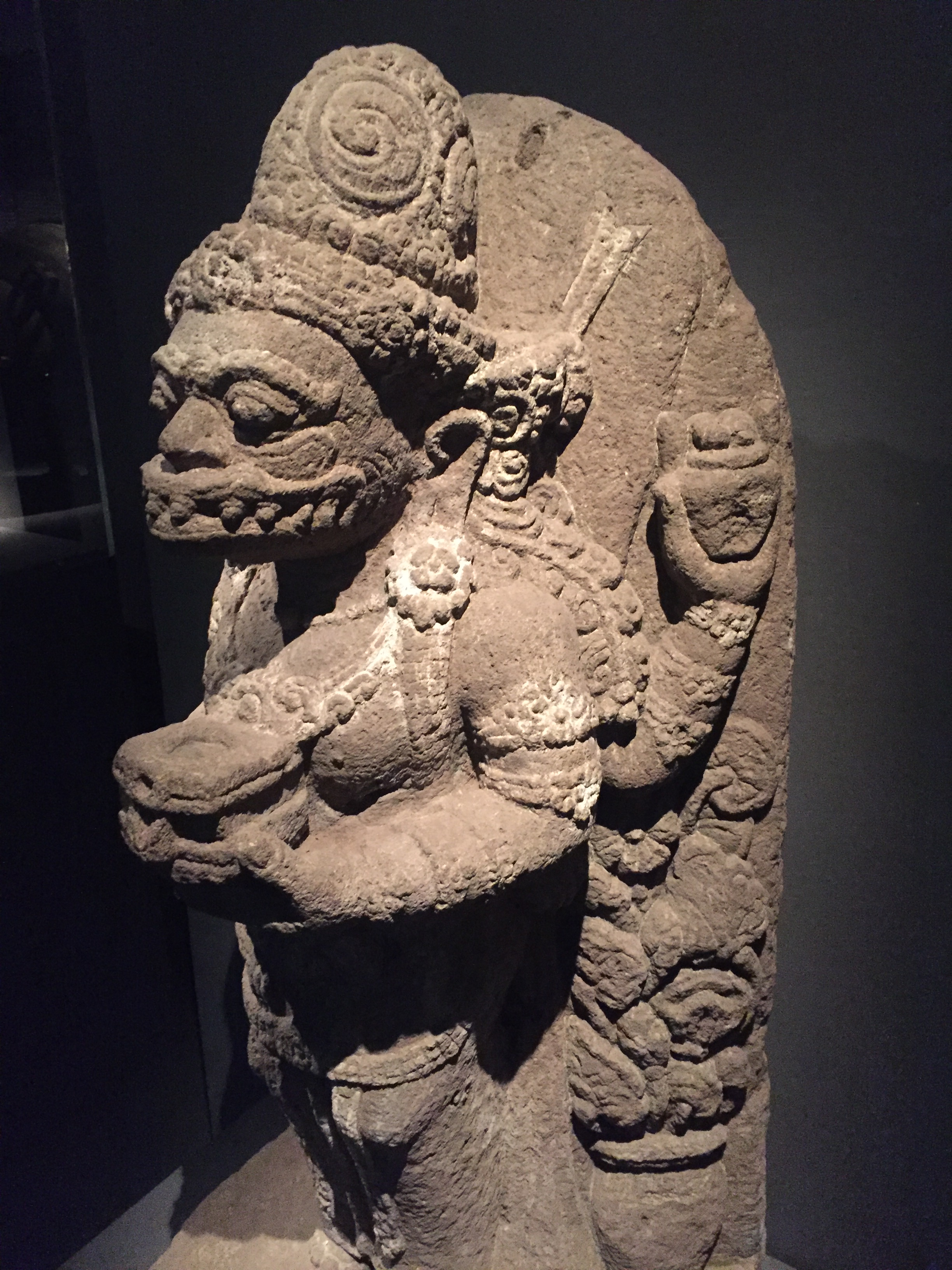
마자파힛 제국 시대 요니를 든 하누만 상 (안데사이트; 14세기), 인도네시아 동자와주 출토

태국의 라마키엔과 같은 비인도 버전의 라마야나가 존재한다. 이 라마야나 버전에 따르면, 마차누는 라바나의 딸 수반나마차와 하누만 사이에서 태어난 아들이다.
또 다른 전설에 따르면, 마차라자(Matsyaraja, 마카르드와자 또는 마차갸르바라고도 함)라는 반신이 자신의 아들이라고 주장했다. 마차라자의 탄생은 다음과 같이 설명된다. 하누만이 바다에서 목욕하고 있을 때, 그의 땀방울이 악어의 입에 떨어져 결국 아기가 되었다. 이 원숭이 아기는 악어에 의해 태어났고, 곧 아히라바나에 의해 발견되어 양육되었으며, 전자의 왕국인 파탈라의 문지기로 임명되었다.
동남아시아 문헌의 하누만은 버마 라마야나 (라마 야간, 아라칸 방언의 아라웅 라마 타긴, 라마 바투, 라마 타긴), 말레이 라마야나 (히카야트 스리 라마, 히카야트 마하라자 라바나), 태국 라마야나 (라마키엔) 등에서 북인도 힌두교 버전과 여러 면에서 다르다. 그러나 일부 경우에는 이야기의 측면이 인도 아대륙의 다른 지역에서 발견되는 힌두교 버전 및 불교 버전의 라마야나와 유사하다.

## 중요성과 영향력

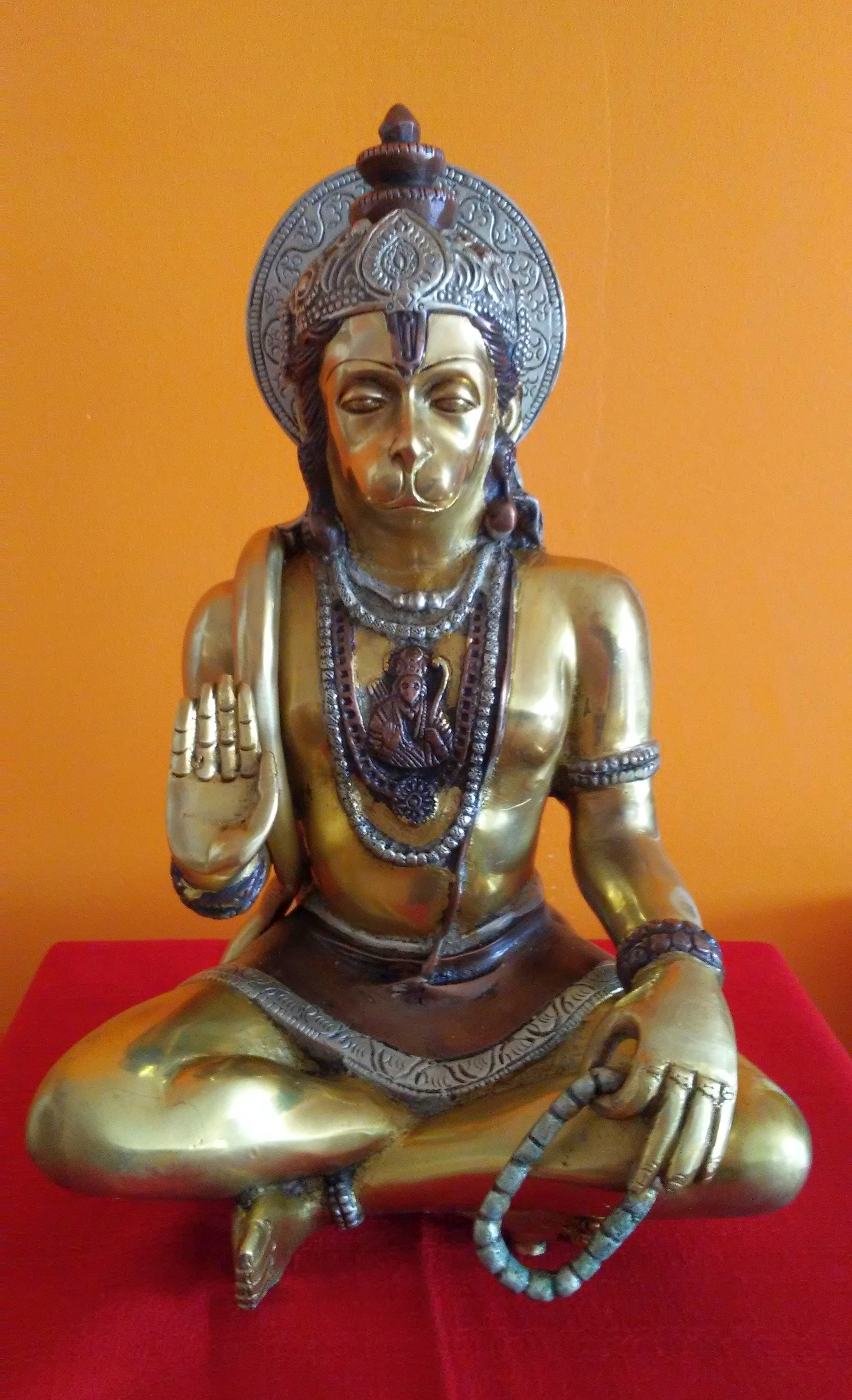
하누만 무르티가 가부좌 자세로 명상에 잠겨 있다.

하누만은 중세 시대에 더 중요해져 라마의 이상적인 헌신자 (박타)로 묘사되기 시작했다. 하누만의 삶, 헌신, 힘은 인도 씨름 선수들에게 영감을 주었다.
하누만에 대한 헌신주의와 그의 신학적 중요성은 라마야나 작곡 훨씬 이후인 서기 2천 년대에 나타났다. 그의 중요성은 인도 아대륙에 이슬람 통치가 도래한 후 커졌다. 그는 샤크티("힘, 영웅적인 주도권, 단호한 탁월함")와 바크티("그의 개인적인 신 라마에 대한 사랑스럽고 감정적인 헌신")의 이상적인 결합으로 여겨진다. 씨름 선수들 외에도 그는 다른 무술의 수호신이기도 했다. 그는 재능 있는 문법학자, 명상하는 요기, 성실한 학자로 알려져 있다. 그는 절제, 믿음, 대의에 대한 봉사라는 인간적 탁월함의 모범이다.
"라마보다 라마의 종이 위대하다."
17세기 인도 북부와 서부 지역에서 하누만은 이슬람 박해에 대한 저항과 헌신의 표현으로 부상했다. 예를 들어, 바크티 시인이자 성인인 람다스는 하누만을 마라타 민족주의와 무굴 제국에 대한 저항의 상징으로 제시했다.
식민지 및 탈식민지 시대에 하누만은 샤크티와 바크티의 상징적 이상적인 결합으로서, 힌두교인들이 자신들의 영성 및 종교적 신념 (다르마) 형태를 표현하고 추구할 권리로서 문화적 아이콘이 되었다. 정치 및 종교 단체들은 그 또는 그의 동의어인 바즈랑을 따라 이름을 지었다. 정치 행진이나 종교 행렬에는 하누만 복장을 한 남성들과 크리슈나 신의 고피 (우유를 짜는 여인) 복장을 한 여성들이 자신들의 유산, 문화, 종교적 신념에 대한 자부심과 권리를 표현하는 모습이 등장했다. 일부 학자들에 따르면, 하누만과 관련된 청소년 단체들은 준군사 조직을 가지고 있었고, "이슬람, 기독교, 공산주의의 악한 눈"에 저항하거나 힌두 민족주의의 상징으로서 다른 종교에 반대하는 경향이 있었다.

## 도상학

산지바니 산을 옮기는 하누만을 묘사하는 도상학의 변형
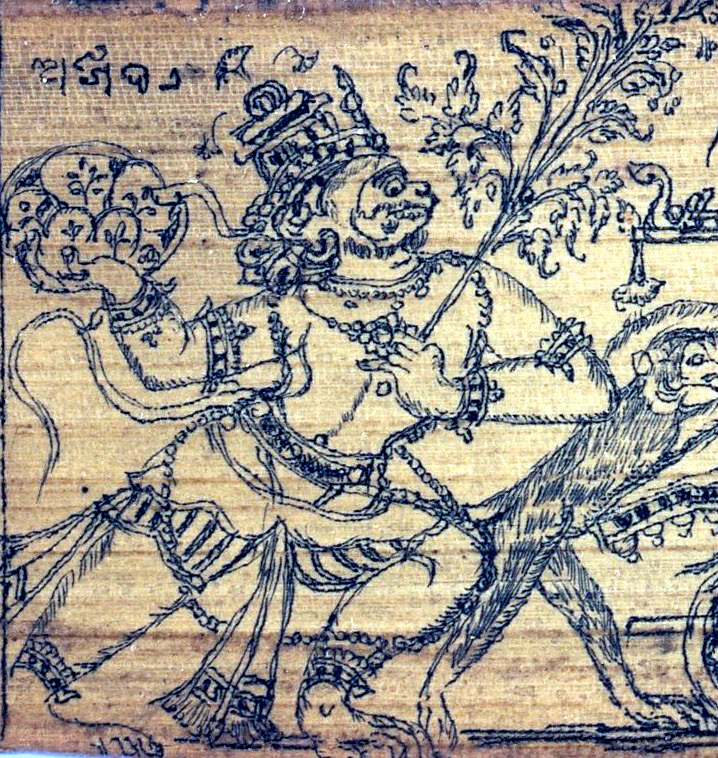
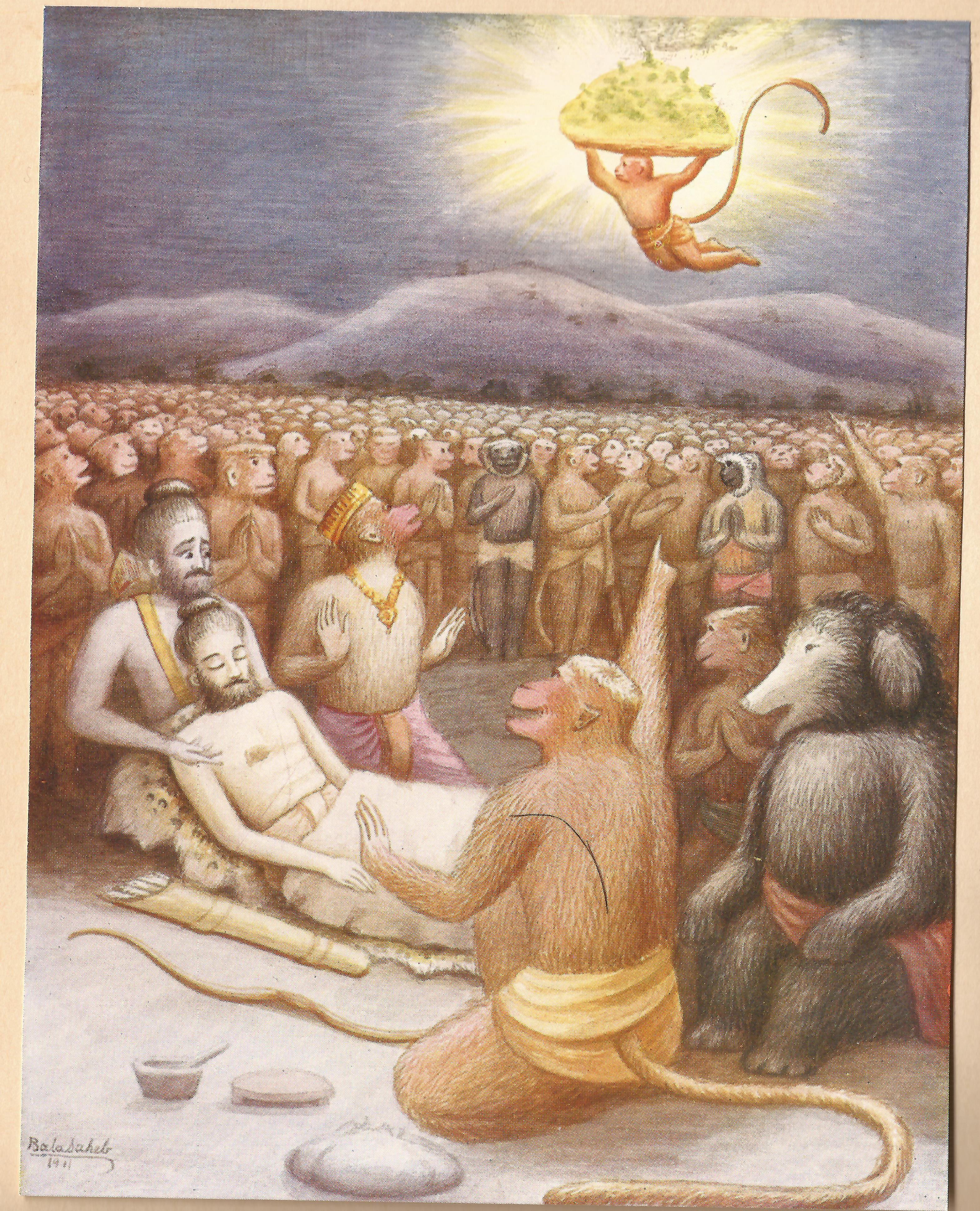
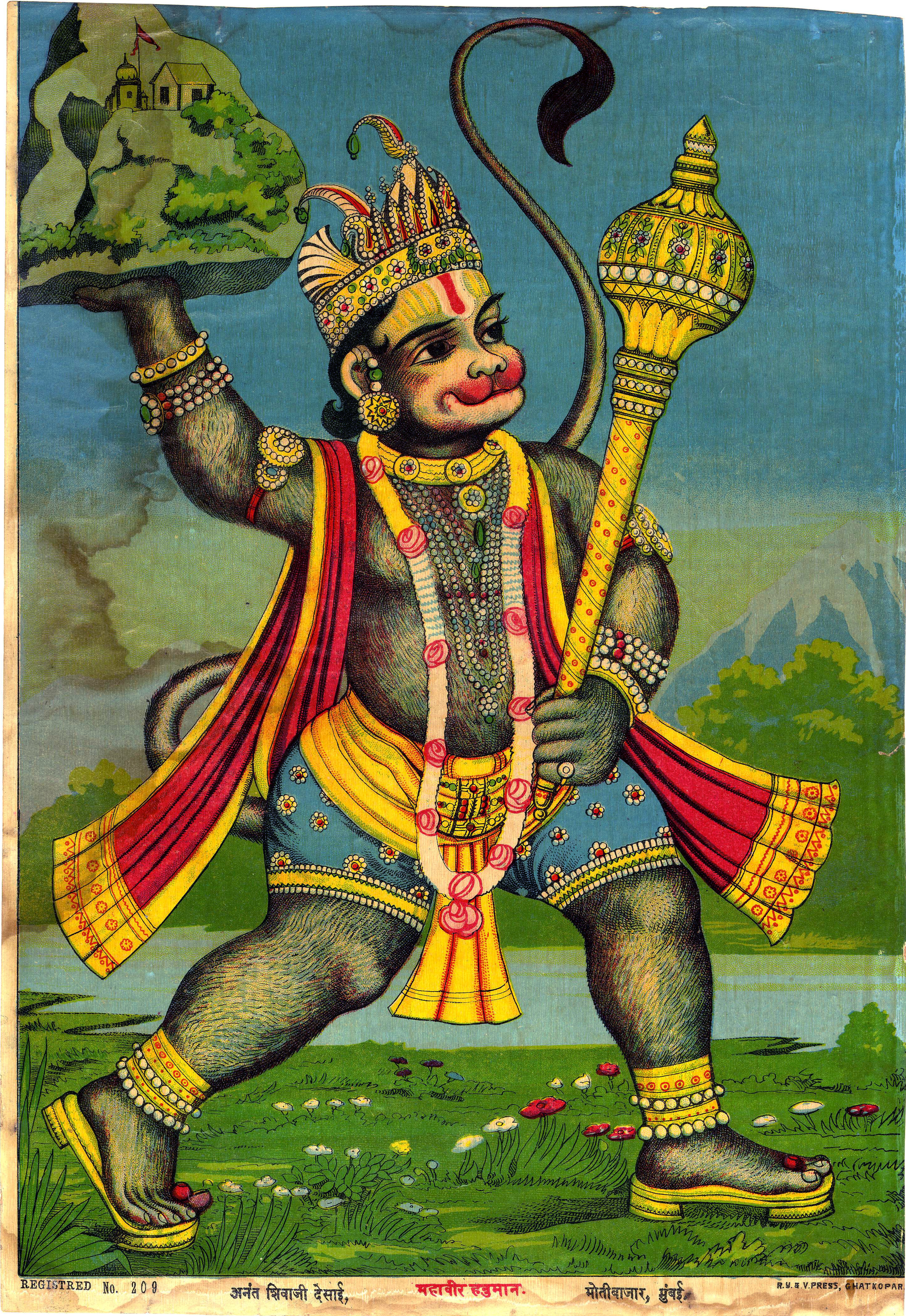
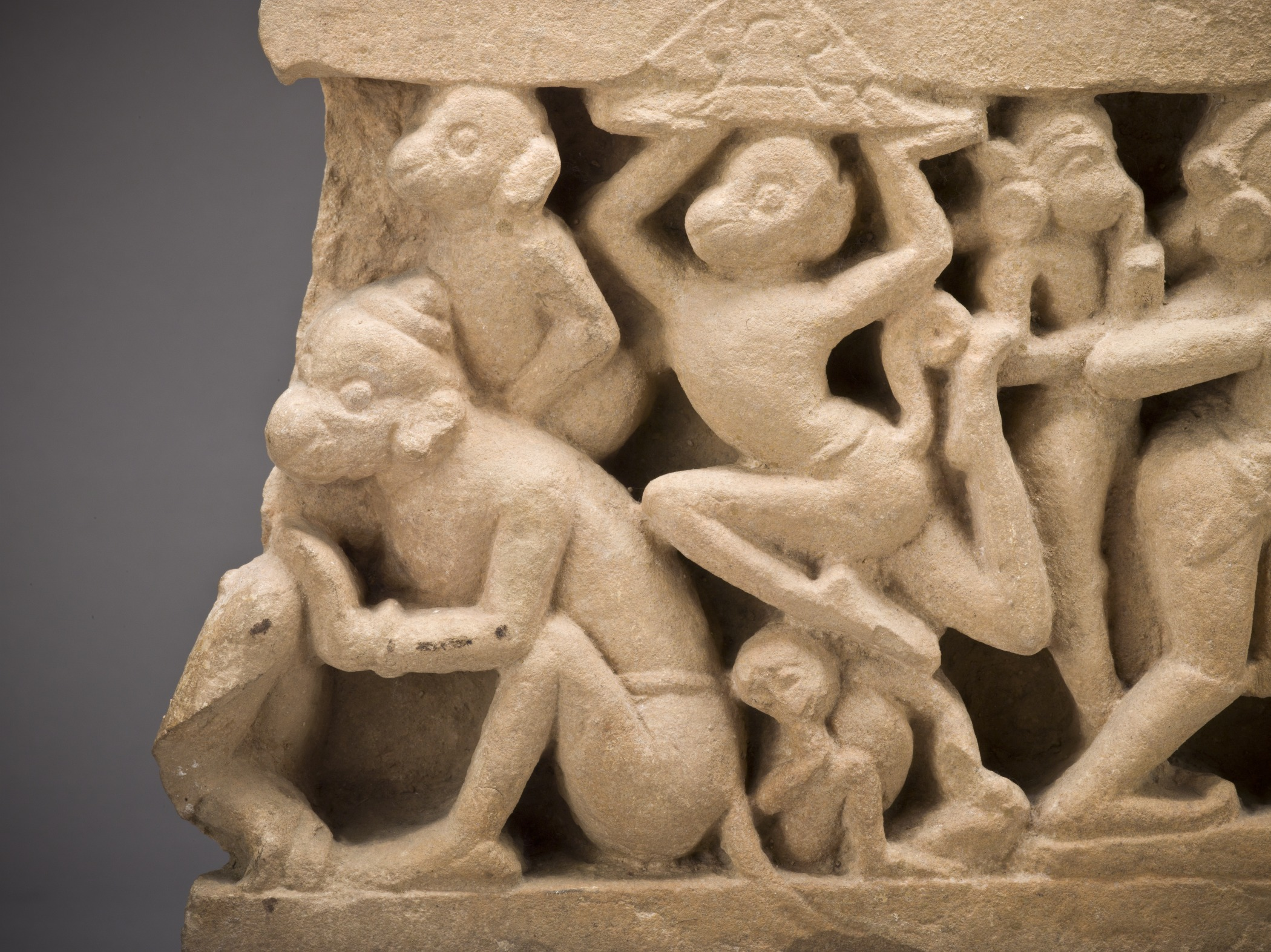
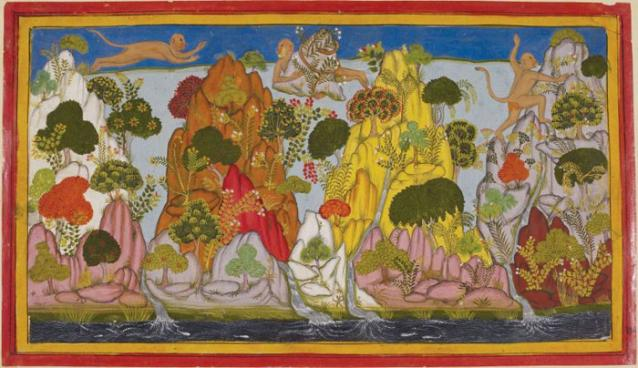
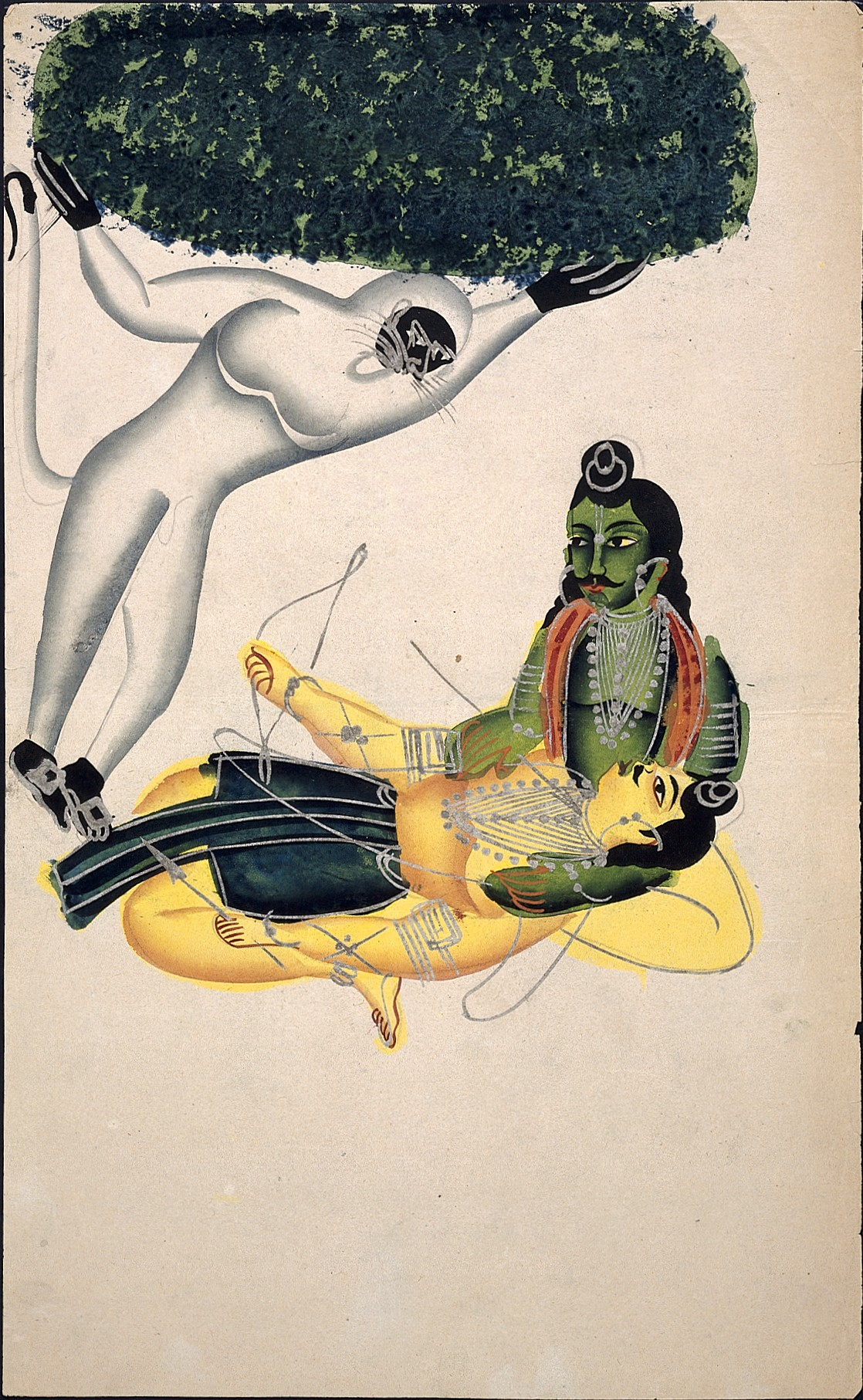

- 파일:Hanuman_Brings_the_Gandhamardhana_Mountain_odisha_tala_patra.jpg
- 파일:Hanuman_returns_with_sanjeevani_mountain_for_laxmana's_life.jpg
- 파일:Hanuman_fetches_the_herb-bearing_mountain,_in_a_print_from_the_Ravi_Varma_Press,_1910's.jpg
- 파일:Hanuman_Carrying_the_Mountain_of_Medicinal_Herbs_(left);_Rama_Battles_Ravana_(right),_Architectural_Panel_with_Ramayana_(Adventures_of_Rama)_Scenes_LACMA_M.89.159.1_(6_of_6).jpg
- 파일:Hanuman_Herb_Mountain.jpg
- 파일:Hanuman_bringing_the_mountain_to_the_injured_Lakshmana_Wellcome_L0022499.jpg

하누만의 가장 오래된 조각상은 서기 500년경 굽타 제국에서 시작된다. 이 초기의 표현들에서는 하누만이 아직 단독 인물로 나타나지 않았다. 서기 700년경부터는 하누만의 독립적인 무르티 또는 조각상이 나타났다. 이 무르티들은 하누만이 한 손을 들고, 한 발로 악마를 누르며, 꼬리를 세운 모습으로 묘사되었다. 후세기에는 그의 치켜든 손이 때때로 약초가 담긴 산을 지지하는 모습으로 묘사되기도 했다.
하누만의 도상학은 발미키의 라마야나에서 유래했다. 그는 보통 라마야나의 다른 중심 인물들, 즉 라마, 시타, 락슈마나와 함께 묘사된다. 그는 가다와 번개 (바즈라)와 같은 무기를 가지고 있다.
그의 도상학과 사원은 오늘날 흔하다. 그는 일반적으로 라마, 시타, 락슈마나와 함께 비슈누파 사원 근처나 내부에 있거나, 상징적으로 라마와 시타의 이미지를 심장 근처에 보여주기 위해 가슴을 여는 모습으로 혼자 나타난다. 그는 시바파 신도들 사이에서도 인기가 많다.
인도 북부에서는 요기들이 하누만의 상징적 표현으로 둥근 돌을 사용하여 그의 추상적인 측면에 집중하는 수단으로 사용했다.

## 사원과 사당

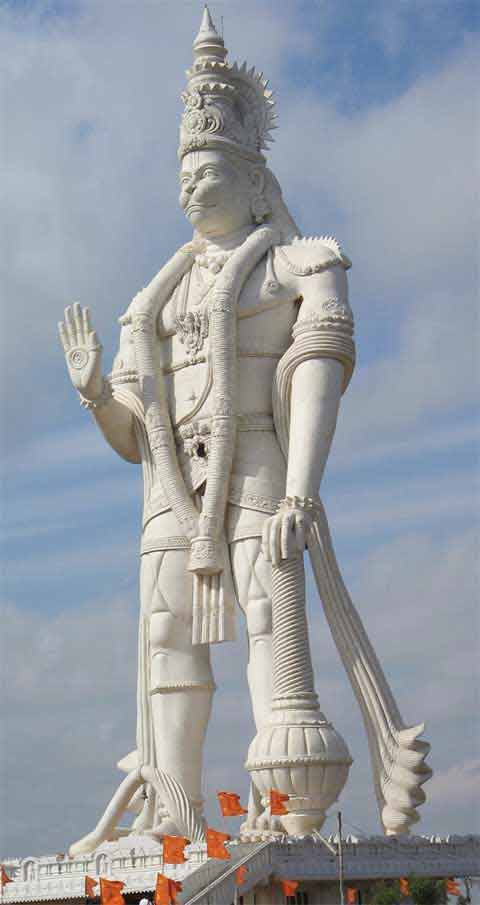
안드라프라데시주 파리탈라에 있는 높이 41미터 (135피트)의 하누만 기념비

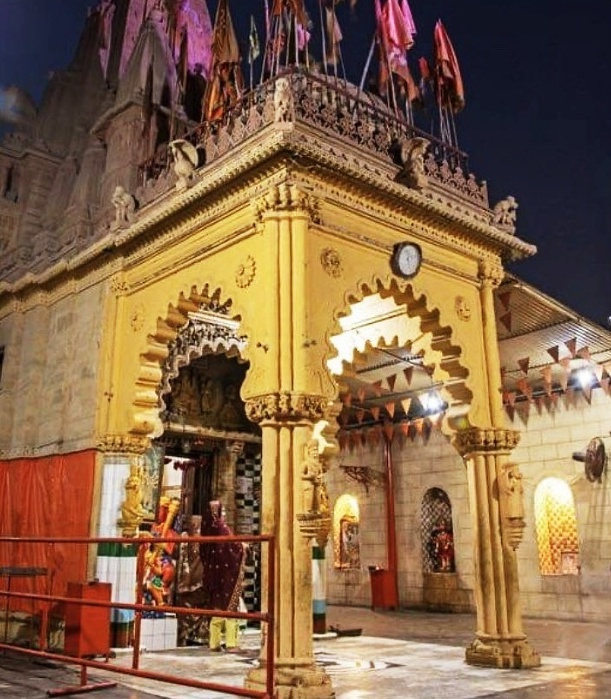
파키스탄 카라치의 판치무키 하누만 사원은 세계에서 유일하게 인위적이지 않은 자연적인 하누만 상이 있는 사원이다.

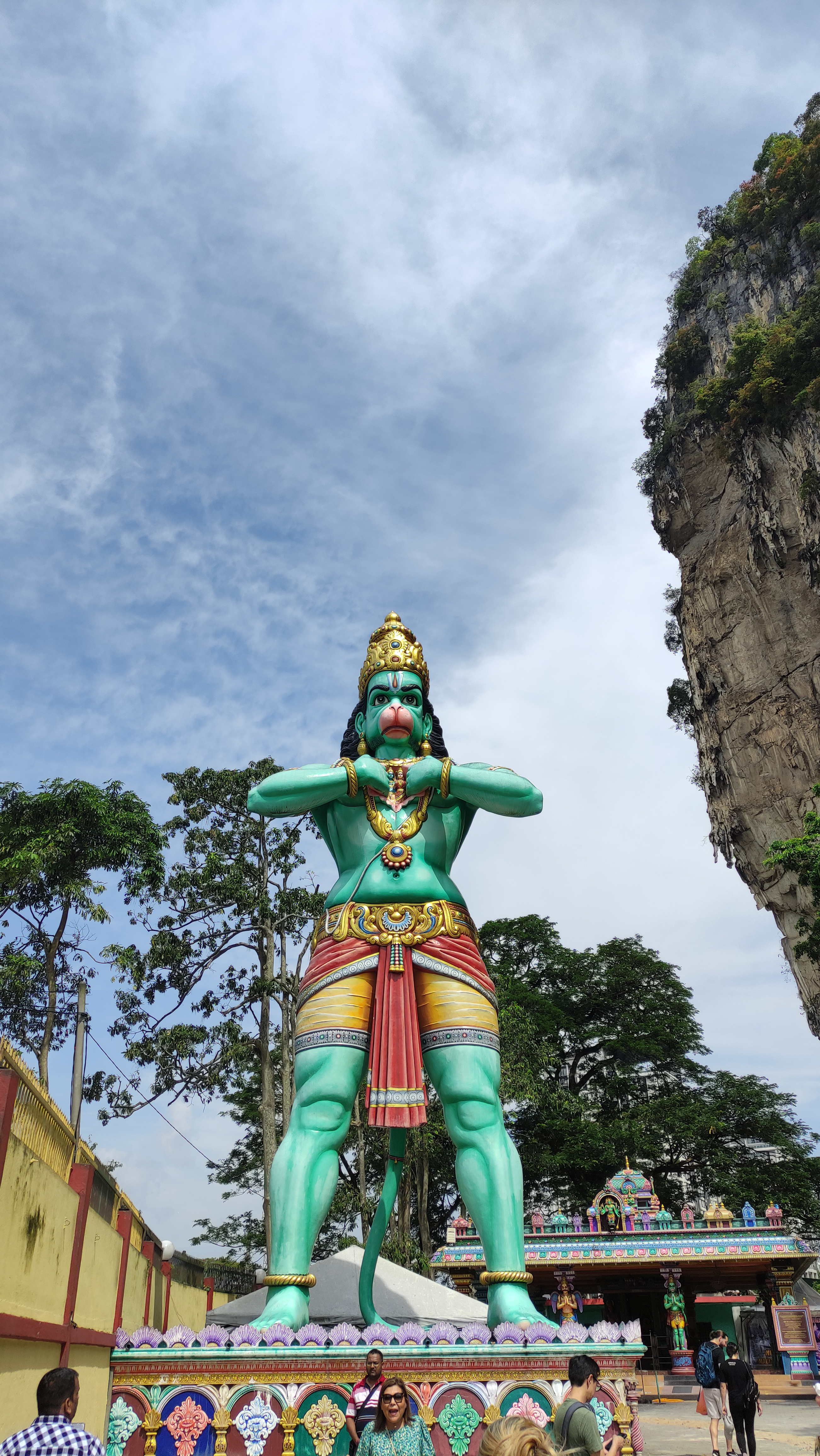
말레이시아 바투 동굴의 녹색 하누만 상

하누만은 종종 비슈누파의 라마, 시타와 함께 숭배되기도 하지만, 때로는 독립적으로 숭배되기도 한다. 인도 전역에는 하누만을 기념하고 숭배하는 수많은 조각상과 사원이 있다. 비슈누파 신도들은 바람의 신 바유가 비슈누를 돕기 위해 세 가지 다른 화신으로 나타났다고 믿는다. 하누만으로서 그는 라마를 지원했고, 비마로서 그는 크리슈나를 도왔으며, 마드바차리야 (1238–1317)로서 그는 비슈누파 종파인 드바이타 베단타를 설립했다. 시바파 신도들은 그를 시바의 아바타라로 주장한다. 하누만이 11명의 루드라 중 한 명으로 확인되는 것은 점점 인기를 얻는 신에 대한 시바파 종파의 주장을 반영할 수 있으며, 이는 경외롭고 양면적인 신들의 계층과의 친족 관계, 따라서 잠재적 통제를 시사한다. 하누만의 다른 능력은 바람의 신 바유의 아들로서 그의 신성한 유산에 뿌리를 두고 있다. 일부 학자들은 가장 초기 하누만 무르티가 8세기에 나타났다고 말하지만, 하누만 이미지와 비문의 검증 가능한 증거는 10세기 중앙 및 북인도의 인도 수도원에서 처음으로 나타난다.

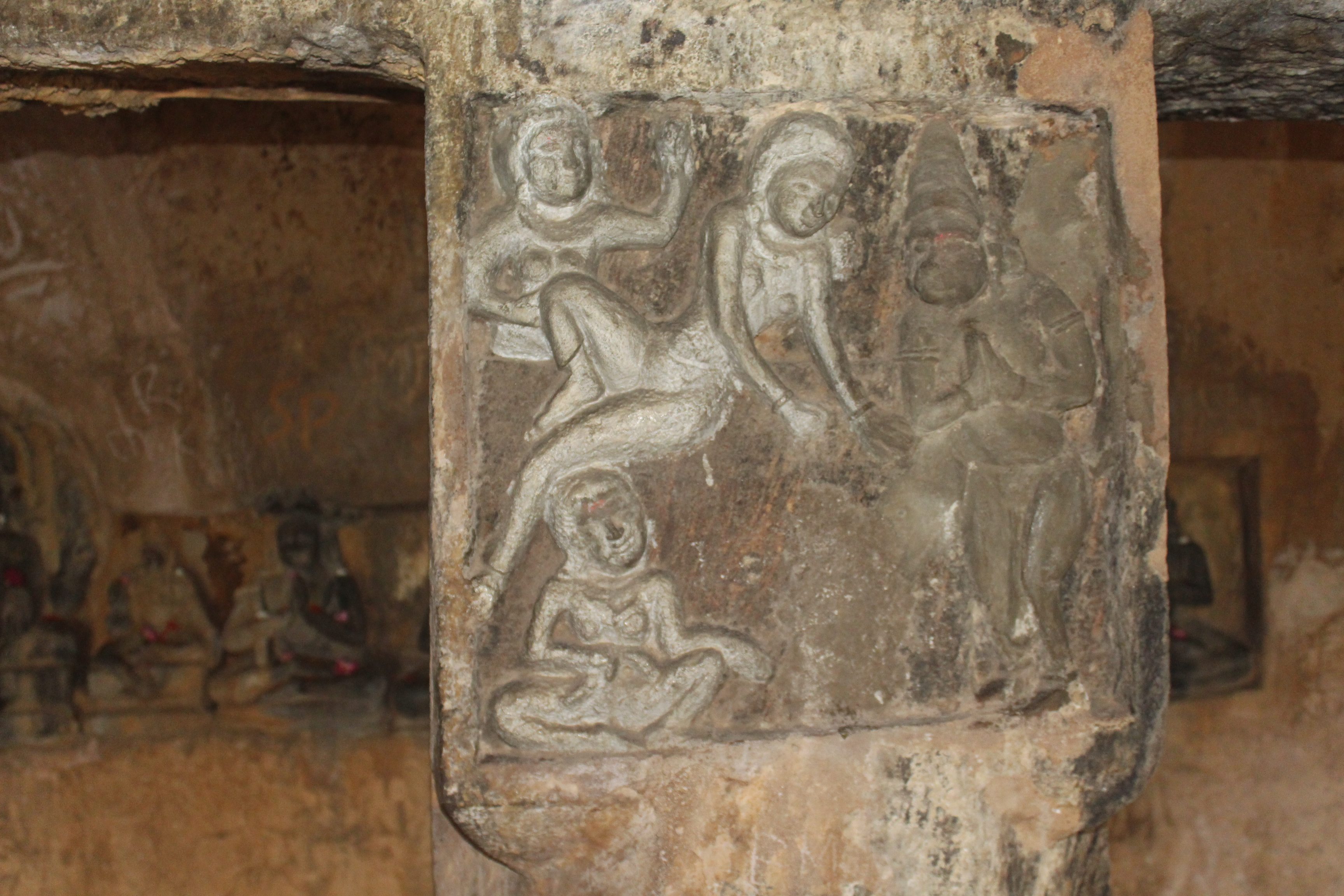
군투르구 운다발리 동굴의 하누만 숭배를 묘사하는 벽화.

매주 화요일과 토요일은 하누만 사원에서 특히 인기 있는 날이다. 일부 힌두교도들은 이 두 날 중 하나에 부분적 또는 완전한 금식을 지키고 하누만과 그가 그들에게 상징하는 신학을 기억한다.
주요 하누만 사원과 사당은 다음과 같다.
- 가장 오래된 독립적인 하누만 사원과 조각상은 카주라호에 있으며, 카주라호 하누만 비문에 따라 서기 922년경으로 거슬러 올라간다.[110][111]
- 하누만가르히, 아요디아는 하누만에 헌정된 10세기 사원이다.[112]
- 판치무키 하누만 사원은 파키스탄에 있는 1,500년 된 사원이다. 카라치의 솔져 바자르에 위치해 있다. 이 사원은 자연적으로 생긴 하누만 조각상 (스와얌부)을 가지고 있는 세계 유일의 사원이므로 파키스탄 힌두교도들에게 매우 숭배된다.[113][114]
- 자쿠 사원은 심라에 위치하며, 하누만 기념비적인 108피트 (33미터) 동상이 세워져 있고 심라에서 가장 높은 지점이다.[115]
- 가장 높은 하누만 동상은 2003년에 설치된 베에라 아바야 안자네야 스와미로, 안드라프라데시주 비자야와다에서 32km 떨어진 파리탈라에 서 있으며 높이가 135피트이다.[116]
- 치트라쿠트에 위치한 하누만 다라 사원에는 판치무키 하누만 조각상이 있다. 이 사원은 숲 속에 위치하며, 몇 킬로미터 떨어진 람가트와 함께 중요한 힌두교 순례지이다.[117]
- 18세기 도시 푸네의 페슈와 시대 통치자들은 다른 신들 (시바, 가네샤, 비탈)의 사원보다 하누만 사원에 더 많은 기부금을 제공했다. 현재에도 이 도시와 지역에는 다른 신들의 사원보다 하누만 사원이 더 많다.[118]
- 하누만의 주요 사원 중 하나는 살랑푸르 하누만 사원으로, 구자라트 살랑푸르에 있다.[119] 또한 54피트 높이의 하누만 상도 있다.[120]

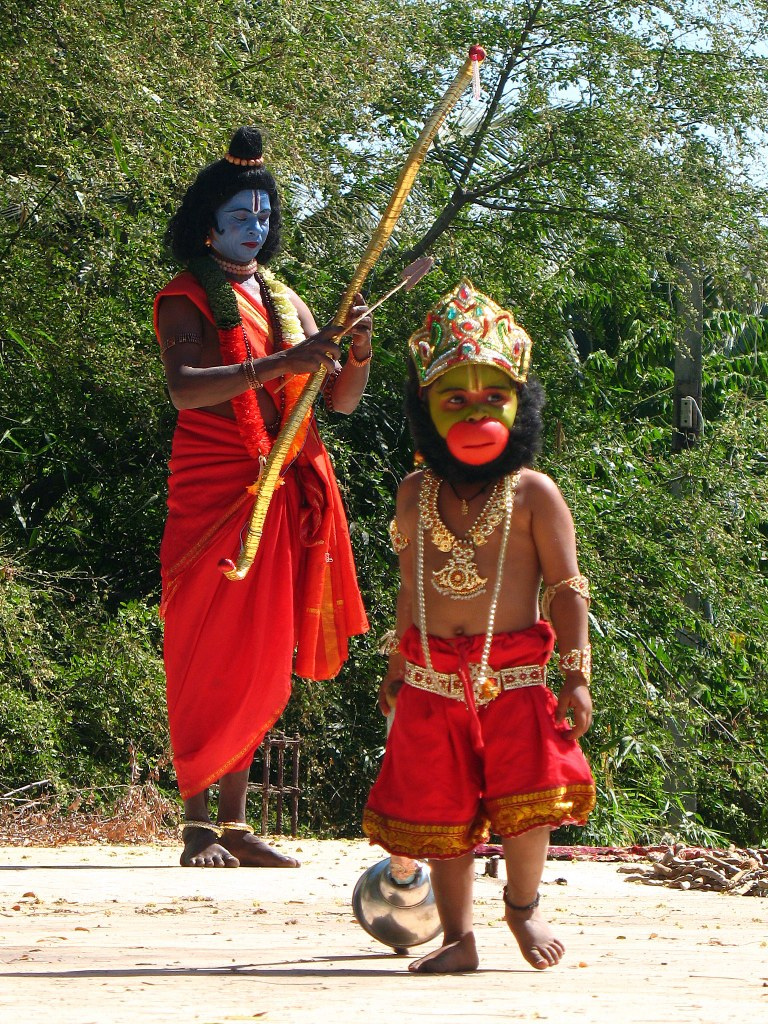
인도에서는 매년 가을 시즌 람릴라 연극에 하누만이 등장하며, 시골 예술가들이 나바라트리 기간에 (위 그림처럼) 연기한다.

- 말레이시아 바투 동굴 근처에 타밀 힌두교도들이 지은 거대한 하누만 조각상이 있다.
- 트리니다드 토바고 카라피차이마에 식민지 시대 인도인 계약 노동자들의 후손들이 세운 높이 85-피트 (26 m)의 카르야 싯디 하누만 상.
- 프리스코 (텍사스주)에 또 다른 카르야 싯디 하누만 사원이 지어졌다.[121]
- 2024년 텍사스에 스테이튜 오브 유니온이라는 이름으로 또 다른 하누만 동상이 건립되었는데, 이는 현재 미국에서 네 번째로 높은 동상이다.[122]

### 축제와 기념 행사
하누만은 인도의 연례 람릴라 축제와 동남아시아, 특히 태국, 그리고 인도네시아 발리와 자바의 계절 드라마 예술에서 중심 인물이다. 람릴라는 고대 힌두 서사시 라마야나 또는 이를 기반으로 한 람차리트마나스와 같은 이차 문헌에 따라 라마의 삶을 극적으로 재연하는 민속극이다. 특히 인도의 연례 가을 축제인 나바라트리 기간 동안 상연되는 수천 편의 드라마 연극과 댄스 이벤트에 해당한다. 하누만은 선과 악의 전설적인 전쟁을 민속적으로 재연하는 연극의 여러 부분에 등장하며, 축제는 비자야다샤미에서 절정에 달한다.
람릴라 축제는 2008년 유네스코에 의해 "인류의 무형 문화유산" 중 하나로 선언되었다. 람릴라는 특히 역사적으로 중요한 힌두 도시인 아요디아, 바라나시, 브린다반, 알모라, 사트나, 마두바니구 – 우타르프라데시, 우타라칸드, 비하르, 마디아프라데시의 도시들에서 두드러진다.
하누만의 생일은 일부 힌두교인들에 의해 하누만 자얀티로 기념된다. 이는 인도 대부분 지역에서 힌두력의 전통적인 차이트라 달에 해당하며, 3월과 4월과 겹친다. 그러나 케랄라와 타밀나두 일부 지역에서는 하누만 자얀티가 지역 힌두 달인 마르가지 달에 기념되며, 이는 12월과 1월과 겹친다. 이 축제일은 헌신자들이 해 뜨기 전에 하누만 사원에 모여 하루 종일 영적 낭송과 선과 악의 승리에 대한 이야기를 읽으며 기념된다.

## 동남아시아의 하누만

### 캄보디아

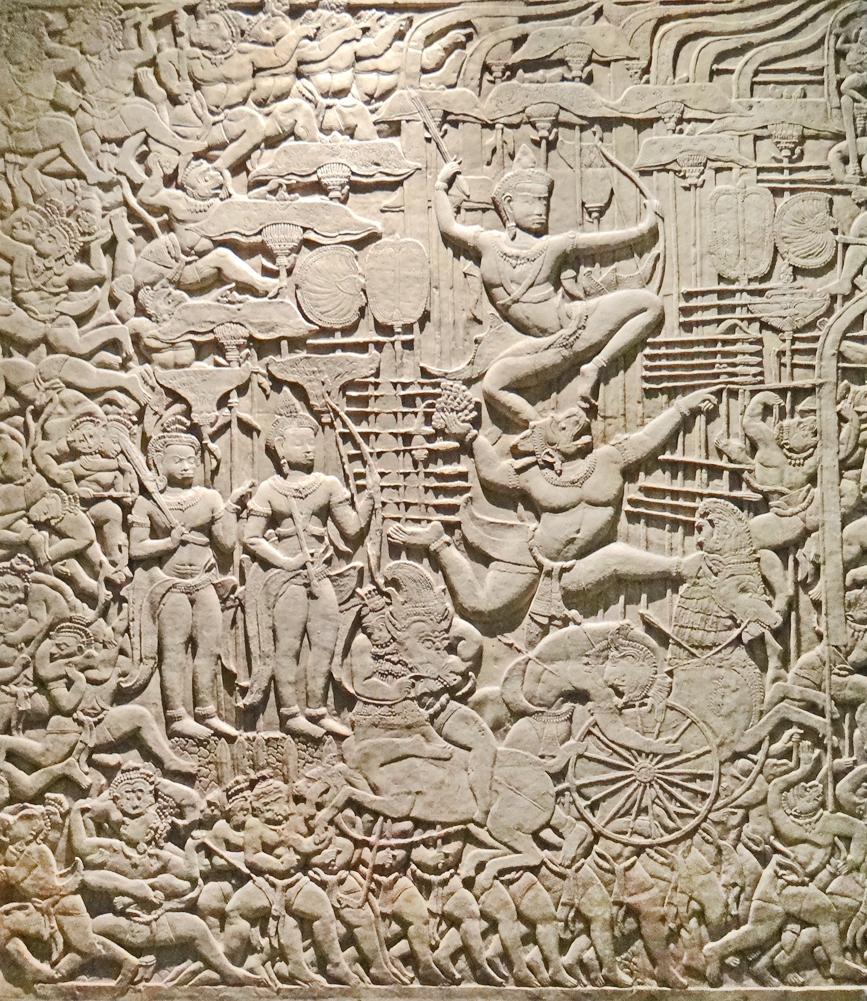
앙코르 와트의 캄보디아 하누만 묘사. 라마는 벽화 중앙에 하누만 위에 서 있다.

하누만은 동남아시아 캄보디아 역사에서 숭배받는 영웅적인 인물이다. 그는 산스크리트어 이티하사 라마야나 서사시를 기반으로 한 캄보디아 서사시 레암커에 주로 등장한다. 앙코르 와트 벽의 정교한 조각은 하누만을 포함한 라마야나의 장면들을 묘사한다.
캄보디아 및 동남아시아의 다른 많은 지역에서는 가면 춤과 그림자 연극 예술이 라마 (인도의 라마와 동일)와 함께 하누만을 기념한다. 하누만은 흰색 가면으로 표현된다. 특히 동남아시아 극장에서 인기 있는 것은 라마야나의 무술가로서 하누만의 업적이다.

### 인도네시아

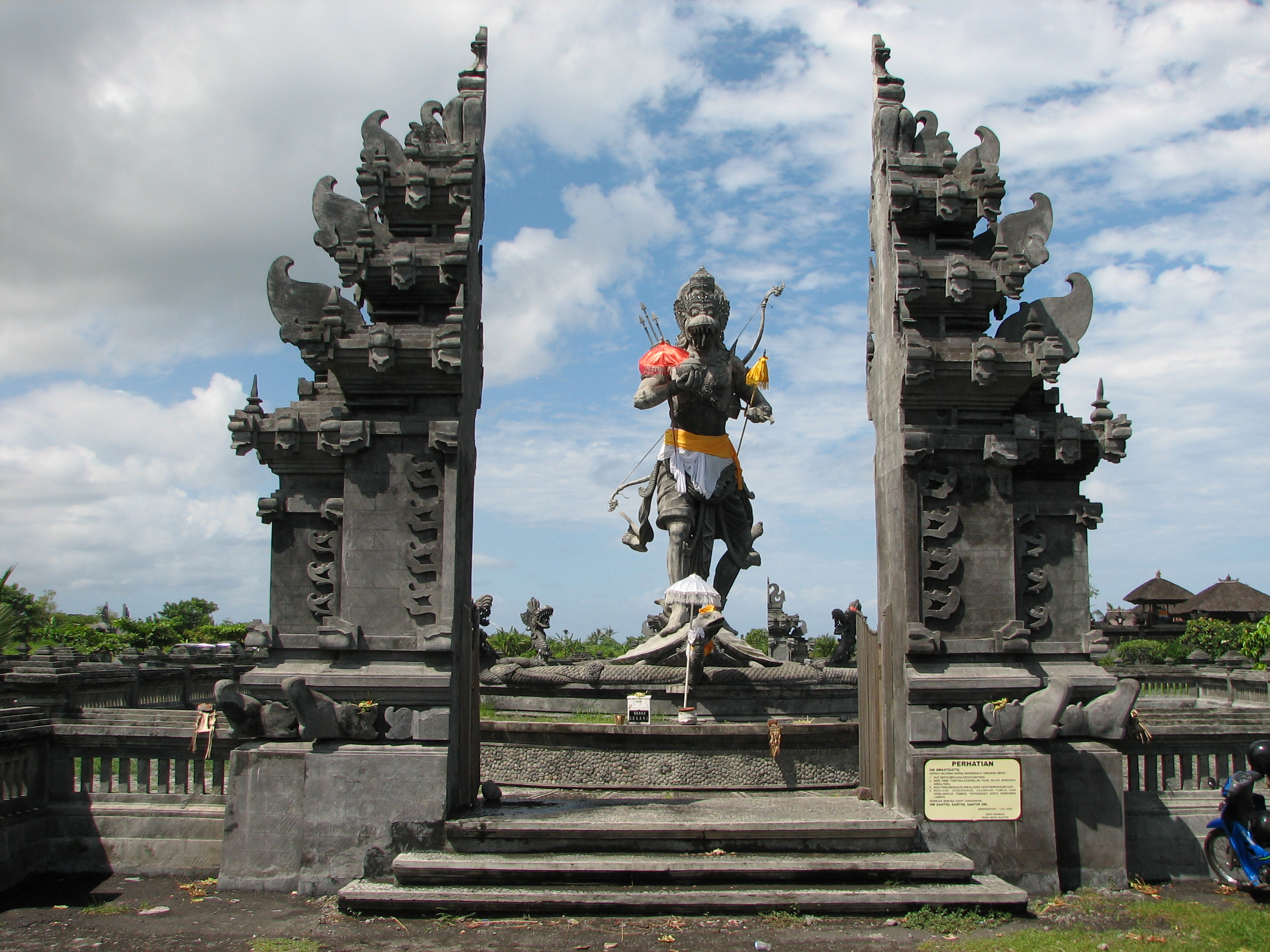
인도네시아 발리주의 하누만 상

하누만 (인도네시아어: 하노만 또는 아노만)은 자와인 문화, 인도네시아에서 발견되는 와양 웡과 같은 많은 역사적인 춤과 드라마 예술 작품의 중심 인물이다. 이러한 공연 예술은 적어도 10세기까지 거슬러 올라간다. 그는 자바와 같은 인도네시아의 다른 섬들에서 지역 버전의 라마야나와 함께 인기가 있었다.
인도네시아와 말레이 섬에서 발견된 주요 중세 시대 힌두 사원, 고고학 유적지 및 필사본에서 하누만은 라마, 시타, 락슈마나, 비슈바미트라, 수그리바와 함께 두드러지게 나타난다. 가장 많이 연구되고 상세한 부조 예술 작품은 찬디 파나타란과 프람바난에서 발견된다.
하누만은 라마야나의 다른 인물들과 함께 오달란 축제와 발리의 다른 축제에서 연극 및 춤 공연 레퍼토리의 중요한 원천이다.

#### 와양 이야기

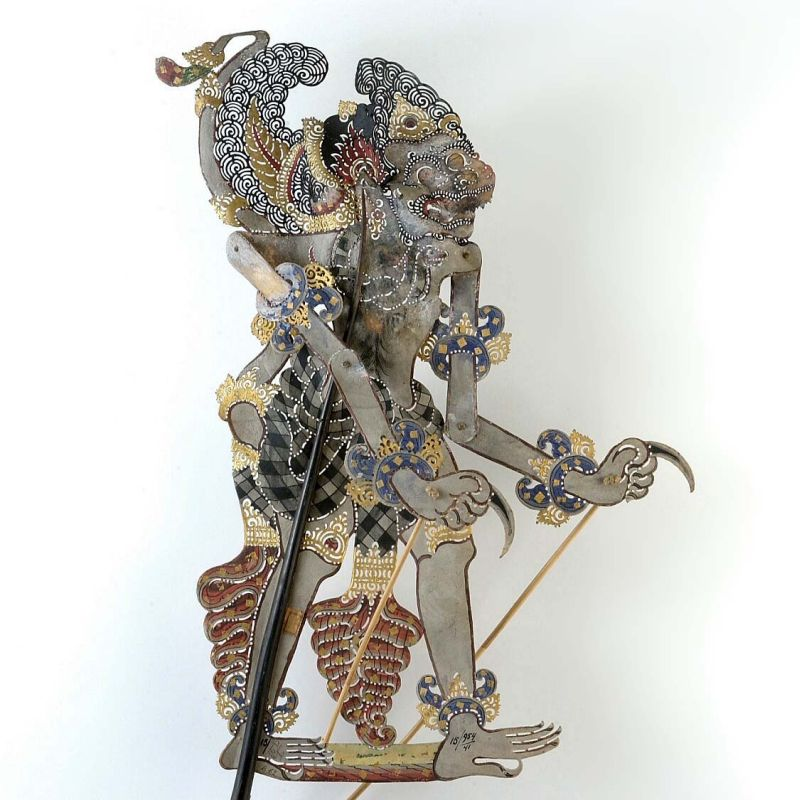
인도네시아 문화의 하누만 와양 (인형극)

자와인 와양의 하노만은 바타라 구루의 아들이며, 바타라 바유의 제자이자 양아들이 되었다. 하노만 자신은 라마 시대부터 자야바야 시대까지 세대를 아우르는 인물이다. 안자니는 리시 고타마의 장녀로, 유인원 얼굴을 가지도록 저주를 받았다. 아버지의 명령에 따라 그녀는 마디르다 호수에 벌거벗겨진 채 갇혔다. 한때, 바타라 구루와 바타라 나라다는 하늘을 가로질러 날아갔다. 안자니를 본 바타라 구루는 너무나 놀라 정액을 방출했다. 인형 신들의 왕은 그것을 타마린드 잎으로 문질러 호수에 던졌다. 신놈 잎은 안자니의 무릎에 떨어졌다. 그녀는 그것을 주워 먹었고 임신하게 되었다. 출산할 때가 되자 안자니는 바타라 구루가 보낸 천사들의 도움을 받았다. 그녀는 흰 털을 가진 새끼 원숭이를 낳았고, 자신은 다시 아름다운 얼굴을 갖게 되어 천사로서 천국으로 보내졌다.
흰 원숭이 형태의 아기는 안자니의 아들로 바타라 바유에게 입양되었다. 교육을 마친 하노만은 세상으로 돌아와 삼촌인 키스켄다 동굴의 원숭이 왕 수그리바를 섬겼다. 당시 수그리바는 하노만의 또 다른 삼촌인 그의 형제 수발리에게 막 패배한 상태였다. 하노만은 망명 중이던 아요디아의 두 왕자 라마와 락스마나를 만났다. 이 둘은 수그리바와 협력하여 수발리를 물리치고, 라바나의 제자이자 수발리의 납치된 라마의 아내인 시타를 해방시키기 위해 함께 알렝카를 공격했다.
하노만은 라바나의 힘을 조사하고 시타의 곤경을 목격하기 위해 알렝카 궁전에 잠입한다. 그곳에서 그는 큰 소란을 피워 붙잡혀 불태워진다. 대신 하노만은 실제로 알렝카 수도의 일부를 불태우는 데 성공한다. 이 사건은 하누만 오봉으로 알려져 있다. 하노만이 라마의 장소로 돌아온 후, 원숭이 군대는 알렝카를 공격하기 위해 출발한다. 하노만은 수르파나카 (라바나의 남동생인 사르파케나카)와 같은 많은 알렝카 군대를 죽이는 영웅으로 나타난다. 라마와 라바나의 마지막 전투에서 그는 영원히 살 수 있는 아지 판차수(Aji Pancasu) 능력으로 압도당했다. 라마의 무기가 라바나를 죽일 때마다 라바나는 즉시 다시 일어났다. 라바나의 편에 섰던 라바나의 누이 위비사나는 즉시 하노만에게 도움을 요청했다. 하노만은 라마의 손에 여러 번 죽었던 라바나의 시신 위에 웅아란 산을 들어 올려 떨어뜨렸다. 하누만의 무례함을 본 라마는 라바나의 무덤을 지키도록 그를 벌했다. 라마는 라바나가 산의 압력 아래에서도 살아있으며, 언제든지 영혼을 풀어 세상에 혼란을 일으킬 수 있다고 믿었다.
몇 년 후 라마가 죽고 나서, 라바나의 영혼은 파티 산에서 탈출하여 수마트라섬으로 가서 시타의 환생인 크리슈나의 누이 수바드라를 찾았다. 크리슈나는 라마의 환생이다. 하노만은 추격하여 그의 동생이자 바유의 양아들인 비마를 만났다. 하누만은 크리슈나를 섬겼다. 그는 또한 라바나의 영혼을 붙잡아 켄달리사다 산에 감금하는 데 성공했다. 그 산에서 하노만은 은둔자로서 활동한다.
원작과는 달리, 와양의 하노만은 두 자녀를 가지고 있다. 첫째는 자신과 같은 흰 유인원 형태의 트리강가이다. 알렝카를 불태우고 돌아올 때 하노만은 시타를 돌보던 비비사나의 딸인 트리자타의 얼굴을 떠올렸다고 한다. 바다 위에서 하누만의 정액이 떨어져 바닷물이 끓었다. 자신도 모르는 사이에 바루나는 그 거품을 트리강가로 만들었다. 트리강가는 즉시 자라나 라바나의 아들 북비스를 만났다. 둘은 친구가 되어 라마에 대항하여 알렝카 편에 섰다. 전쟁에서 트리강가는 라마와 락스마나를 납치하는 데 성공했지만 하노만에게 추격당했다. 나라다가 개입하여 두 흰 원숭이 사이의 혈연 관계를 설명했다. 결국 트리강가는 라바나에 등을 돌렸다.
하누만의 둘째 아들은 푸르와간티이며, 판다바 시대에만 등장했다. 그는 유디슈티라의 잃어버린 유물인 칼리마사다를 찾은 공로를 인정받았다. 푸르와간티는 하노만이 결혼한 사제인 푸르와티의 딸로 태어났다. 하누만은 너무 오래 살아서 사는 것에 지쳤다. 나라다는 그의 소원을 들어주기 위해 내려왔고, 이는 죽음이다. 단, 시민 전쟁에 연루된 아르주나의 후손 여섯 명을 화해시키는 마지막 임무를 완수해야 한다. 하노만은 레시 마양카라로 변장하여 사리 와하나의 아들 아스트라 다르마를 자야바야의 딸 프라메스티와 결혼시키는 데 성공했다. 사리 와하나 가문과 자야바야는 둘 다 아르주나의 후손임에도 불구하고 분쟁에 휘말려 있었다. 하노만은 이후 자야바야의 적수인 셀라후마의 왕 야크샤데와와 대결했다. 그 전쟁에서 하누만은 육신과 함께 모크샤로 죽었고, 야크샤데와는 원래의 형태인 죽음의 신 바타라 칼라로 돌아갔다.

### 태국

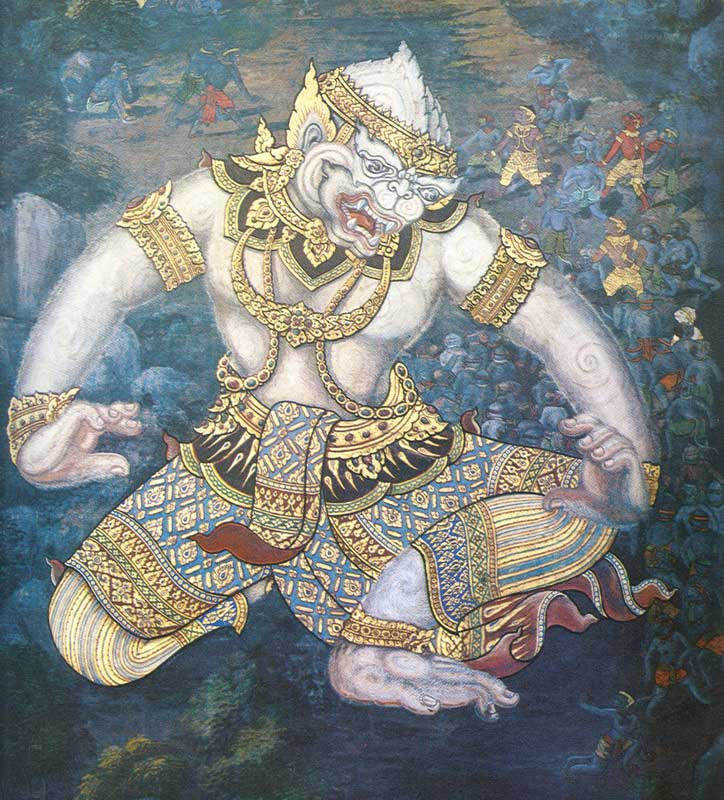
하누만의 태국 도상학. 그는 라마키엔에서 가장 인기 있는 인물 중 한 명이다.

하누만은 라마키엔에서 훨씬 더 중요한 역할을 한다. 인도에서의 라마에 대한 엄격한 헌신적인 삶과는 대조적으로, 하누만은 태국에서 난잡하고 바람둥이 같은 인물로 알려져 있다. 라마키엔의 유명한 일화 중 하나는 그가 인어 수반나마차와 사랑에 빠져 마차누를 낳는다는 것이다. 또 다른 일화에서는 하누만이 라바나의 모습으로 변하여 라바나의 배우자인 만도다리와 동침하여 그녀의 순결을 파괴하는데, 이는 라바나의 생명을 지키는 마지막 방어선이었다.
인도의 전통과 마찬가지로, 하누만은 태국에서도 무술의 수호신이자 용기, 인내, 탁월함의 모범이다. 그는 머리에 왕관을 쓰고 갑옷을 입은 모습으로 묘사된다. 그는 강한 성격과 벌린 입을 가진 백색증으로 묘사되며, 때때로 삼지창을 들고 있는 모습으로 나타난다.
하누만은 방콕에서 열린 2009년 무도 아시안 게임의 마스코트이다.

## 혈통
라마야나와 대부분의 푸라나에서는 하누만이 금욕적이라고 묘사되지만, 일부 지역 자료에 따르면 하누만은 수리야 (태양신)의 딸 수바르찰라와 결혼했다.
그러나 하누만이 바다 위를 날아 랑카로 가던 중, 그의 땀방울이 악어의 입에 떨어져 결국 아기로 변했다. 이 원숭이 아기는 악어에 의해 태어났고, 곧 아히라바나에 의해 발견되어 마카르드와자라는 이름으로 양육되었으며, 전자의 왕국인 파탈라의 문지기가 되었다. 어느 날, 하누만이 라마와 락슈마나를 아히라바나에게서 구하기 위해 가던 중, 마카르드와자와 대면하여 전투에서 그를 물리쳤다. 나중에 진실을 알고 그를 구한 후, 그는 아들을 파탈라의 왕으로 삼았다.
제트와 씨족은 마카르드와자의 후손이라고 주장하며, 그들에 따르면 마카르드와자에게는 모드-드와자(Modh-dhwaja)라는 아들이 있었고, 그 아들에게는 제트-드와자(Jeth-dhwaja)라는 아들이 있었는데, 여기서 씨족 이름이 유래했다.

## 대중문화에서
하누만은 라마야나를 다룬 모든 영화의 핵심 캐릭터이지만, 하누만을 주인공으로 한 영화도 제작되었다. 1976년 하누만을 다룬 첫 전기 영화가 힌디어로 개봉되었으며, 씨름 선수 다라 싱이 하누만 역을 맡았다. 그는 라마난드 사가르의 TV 시리즈 라마야나와 B. R. 초프라의 마하바라타에서도 이 캐릭터를 다시 연기했다. TV 시리즈 자이 하누만은 1997년 두르다르샨에서 방영되었다.
2005년에는 동명의 애니메이션 영화가 개봉되어 어린이들에게 큰 인기를 끌었다. 배우 무케시 칸나가 영화에서 하누만 캐릭터의 목소리를 맡았다. 이어서 2006년부터 2012년까지 발 하누만 시리즈를 비롯한 여러 시리즈의 영화가 제작되었는데, 모두 애니메이션이었다. 또 다른 영화 마루티 메라 도스트 (2009)는 현대의 하누만을 각색한 작품이다.
2015년 볼리우드 영화 바즈랑이 바이잔에서 살만 칸은 하누만을 열렬히 숭배하며 정기적으로 그에게 보호, 용기, 힘을 비는 파완 쿠마르 차투르베디 역을 맡았다.
미국 대통령 버락 오바마는 만났던 사람들이 준 작은 물건 몇 가지를 항상 가지고 다니는 습관이 있었다. 그 물건들 중에는 작은 하누만 조각상이 포함되어 있었다.
하누만은 2018년 마블 시네마틱 유니버스 영화 블랙 팬서와 2022년 속편 블랙 팬서: 와칸다 포에버에 언급되었는데, 이 영화들은 가상의 아프리카 국가 와칸다를 배경으로 한다. 자바리 부족은 종종 그들의 조상 고릴라 신을 숭배하며 "하누만에게 영광을"이라고 말하는 것이 목격된다. 이 언급은 인도 극장 상영 영화에서 삭제되었다. 그러나 검열되지 않은 부분은 나중에 국내 디지털 스트리밍 플랫폼에서 공개되었다.
멕시코 어쿠스틱-메탈 듀오 로드리고 이 가브리엘라는 그들의 앨범 11:11에서 히트 싱글 "Hanuman"을 발표했다. 앨범의 각 곡은 밴드에 영감을 준 다른 음악가를 기리기 위해 만들어졌으며, Hanuman 곡은 카를로스 산타나에게 헌정되었다. 밴드가 왜 Hanuman이라는 이름을 사용했는지는 불분명하지만, 아티스트들은 산타나가 "멕시코에서 위대한 음악을 만들고 국제적인 음악가가 되는 것이 가능하다는 것을 보여준 음악가들의 롤모델이었다"고 밝혔다.
하누만은 2022년 영화 하누만 화이트 몽키의 주인공으로, 특수 효과와 콘 (태국 가면극) 공연 스타일을 결합한 판타지 영화이다. 2022년 액션 어드벤처 영화 람 세투에서는 "AP"라는 캐릭터가 사실 하누만이라는 것이 암시된다. 2024년 텔루구 영화 감독 프라산트 바르마는 하누만의 힘을 기반으로 한 슈퍼히어로 영화 하누만을 연출했다. 이 영화의 속편인 자이 하누만은 2025년 산스크리티 기간에 개봉될 예정이며, 하누만이 라마에게 한 약속을 직접 보여줄 것이다.

## 문헌
삽타 치란지비 스토트람(Sapta Chiranjivi Stotram)은 힌두 문헌에 나오는 만트라이다.
अश्वत्थामा बलिर्व्यासो हनुमांश्च विभीषण:।
कृप: परशुरामश्च सप्तैतै चिरञ्जीविन:॥
सप्तैतान् संस्मरेन्नित्यं मार्कण्डेयमथाष्टमम्।
जीवेद्वर्षशतं सोपि सर्वव्याधिविवर्जितः॥

aśvatthāmā balirvyāsō hanumāṁśca vibhīṣaṇaḥ।
kṛpaḥ paraśurāmaśca saptaitai cirañjīvinaḥ॥
saptaitān saṁsmarēnnityaṁ mārkaṇḍēyamathāṣṭamam।
jīvēdvarṣaśataṁ sopi sarvavyādhivivarjitaḥ॥— 삽타 치란지비 스토트람

이 만트라는 여덟 명의 불멸자들 (아슈와타마, 마하발리, 비야사, 하누만, 비비샤나, 크리파, 파라슈라마, 마르칸데야)을 기억하면 질병에서 해방되고 장수할 수 있다고 명시한다.

## 같이 보기
- 하누만 사원
- 바유 스투티
- 하누만 찰리사
- 하누만 자얀티
- 하누마나사나, 하누만에서 이름을 딴 아사나
- 하누만과 7명의 울트라맨
- 하누만과 5인의 가면라이더
- 회색 랑구르, 하누만 랑구르라고도 함
- 오승은 (명나라)의 걸작 서유기에 나오는 중국 문학 캐릭터 손오공

### 참고 자료
- Claus, Peter J.; Sarah Diamond; Margaret Ann Mills (2003). 〈Hanuman〉. 《South Asian folklore》. Taylor & Francis. 280–281쪽. ISBN 978-0-415-93919-5.
- Lutgendorf, Philip (2007). 《Hanuman's Tale: The Messages of a Divine Monkey》. Oxford University Press. ISBN 978-0-19-530921-8. 2012년 7월 14일에 확인함.
- Vanamali, V (2010). 《Hanuman: The Devotion and Power of the Monkey God》. Simon and Schuster. ISBN 978-1-59477-914-5.
- Sri Ramakrishna Math (1985): Hanuman Chalisa. Chennai (India): Sri Ramakrishna Math. ISBN 81-7120-086-9.
- Mahabharata (1992). Gorakhpur (India): Gitapress.
- Anand Ramayan (1999). Bareily (India): Rashtriya Sanskriti Sansthan.
- Swami Satyananda Sarawati: Hanuman Puja. India: Devi Mandir. ISBN 1-887472-91-6.
- The Ramayana Smt. Kamala Subramaniam. Published by Bharatiya Vidya Bhavan (1995). ISBN 81-7276-406-5
- Hanuman – In Art, Culture, Thought and Literature by Shanti Lal Nagar (1995). ISBN 81-7076-075-5

## 더 읽어보기
- Catherine Ludvik (1994). 《Hanumān in the Rāmāyaṇa of Vālmīki and the Rāmacaritamānasa of Tulasī Dāsa》. Motilal Banarsidass. ISBN 978-81-208-1122-5.
- Helen M. Johnson (1931). 《Hanumat's birth and Varuṇa's subjection (Chapter III of the Jain Ramayana by Hemachandra)》. Baroda Oriental Institute.
- Lutgendorf, Philip (2007). 《Hanuman's Tale: The Messages of a Divine Monkey》. Oxford University Press. ISBN 978-0-19-530921-8.
- Robert Goldman; Sally Goldman (2006). 《The Rāmāyaṇa of Vālmīki: An Epic of Ancient India. Volume V: Sundarakāṇḍa》. Motilal Banarsidass. ISBN 978-81-208-3166-7.
- Vanamali, Mataji Devi (2010). Hanuman: The Devotion and Power of the Monkey God Inner Traditions, USA. ISBN 1-59477-337-8.